# 美少女戦士セーラームーン
『美少女戦士セーラームーン』（びしょうじょせんしセーラームーン）は、武内直子による日本の漫画、およびそれを原作としたメディアミックス。『なかよし』（講談社）において、1992年2月号から1997年3月号まで連載された。単行本は旧版全18巻、新装版全12巻、完全版・文庫版全10巻。本作品を原作とするメディアミックス作品群については、#メディアミックス展開を参照。

## 概要
1991年夏に『るんるん』に掲載された、武内の読み切り漫画『コードネームはセーラーV』を原案に、講談社と東映の合同によるメディアミックス企画としてスタートした。基本設定は各メディアとも共通であるが、作品ごとに内容が異なり、原作漫画はラブロマンス要素が強くメルヘン風SFとなっている。
同年末、少女マンガ誌『なかよし』の1992年2月号から原作漫画の掲載が開始され、連載第1回から読者アンケートでトップを取るなど順調に人気を伸ばした。連載開始から間もない1992年3月、テレビアニメの放送と同時にファンの層は上下の世代へと拡大し、『なかよし』読者の増加につながった。
1993年に、『なかよし』の発行部数が205万部突破した頃の看板作品であり、1993年度の第17回講談社漫画賞少女部門受賞。単行本の累計発行部数は1200万部（2023年1月時点）を突破している。また、連載開始と同時にテレビアニメ化されて女児を中心に人気を博した。当初は第1期だけで終了する予定だったが、予想外の大ヒットとなったため続編が制作されることになり、最終的に第5期まで続いた。5年に及ぶテレビアニメの終了後も、ミュージカル化、テレビドラマ化などもなされた。
1994年8月、セーラームーンの原画展を東京・新宿の伊勢丹にて開催。原画展は2016年5月にも六本木ヒルズ展望台・スカイギャラリーで開催され、来場者は10万人を突破した。
2000年代には、武内が個人事務所「プリンセス・ナオコ・プランニング（通称PNP）」を設立。2024年現在、本作品の版権管理元はこのPNPにあり、コピーライトにも版元の講談社の代わりに記述されている。
2013年からは20周年企画が展開され、高級ガチャガチャシリーズや「プレミアムバンダイ」のミラクルロマンスシリーズで大人向けコスメや大人向け玩具、資生堂やGU等の有名ブランドとのコラボ商品が発売されたり、ネルケプランニング主導で再ミュージカル化された。2014年には原作漫画に忠実なアニメ化を目指した『美少女戦士セーラームーンCrystal』が制作された。2016年には『美少女戦士セーラームーン20周年記念BOOK』が発売された。
2016年より初のオフィシャルファンクラブPretty Guardiansが発足。
2017年には様々な25周年企画が展開された。その一環として、初の常設専門店「セーラームーンストア」が同年9月23日、ラフォーレ原宿に開設された。2021年には劇場版『美少女戦士セーラームーンEternal』が公開された。
2022年からは誕生30周年企画が展開され、2022年11月には「美少女戦士セーラームーン」30周年記念『Musical Festival -Chronicle-』が公演、2023年には劇場版『美少女戦士セーラームーンCosmos』が公開された。

## 制作背景
1991年初頭、姉妹誌るんるん設立メンバーの小佐野文雄が、なかよしで『Theチェリー・プロジェクト』を連載中の武内直子に「セーラー服の美少女によるアクションもの」を提案し、短編漫画『コードネームはセーラーV』が掲載された。
その後、なかよしの漫画原作のテレビアニメ『きんぎょ注意報!』の後番組企画を探していた東映動画企画営業部の東伊里弥の目に『セーラーV』が止まり、長編用に企画を練り直して東映動画によるテレビアニメとの二作同時展開作品（メディアミックス）としてスタートした。泊懋東映動画社長（当時）によれば、1992年3月の放映開始以降、すぐに爆発的人気にはならず、当初は視聴率も低めで関係者も心配し、打ち切りの話も出ていたという。半年経った1992年9月10月頃からキャラクター商品の売れゆきに火が着いた。視聴率も急上昇し、『なかよし』の発行部数も200万部を突破し、ライバル誌『りぼん』（集英社）と肩を並べるまでに売れ行きを伸ばした。当然東映ビデオも目を付けたが、テレビ朝日が「放映継続中にとんでもない」とビデオ発売を拒否。東映ビデオが粘り強く交渉を続け、1992年12月に第1シリーズが「ヒーロークラブ」の1本としてテレビ放映の再編集版としてセルビデオが発売され、13万2000本を売り上げ、1993年4月に3 - 4話の再編成版がレンタルビデオで2万2000本、LDが3万1000本を売り上げ、さらに売り上げを伸ばし、以降の3年間のビデオ発売だけで180万本、金額にして110億円を売り上げ、キャラクターアイテムも1994年暮れまでで1080アイテムに及び、東映に入った1994年の版権収入は35億円を越えた。東映動画の売り上げもセーラームーンのおかげで、1993年3月期の117億円から1994年3月期に153億円と30%も伸ばしたなどと述べている。
武内は『美少女仮面ポワトリン』と『スーパー戦隊シリーズ』に影響を受けたと語っている。当時戦闘美少女ものは存在したが、「女性だけの戦隊チーム」は少女向けのオリジナル作品としては初の試みであった。この頃から  「戦闘美少女系魔法少女」が認知され、以降類似ジャンルの作品が多数制作されている。連載初回で読者アンケート1位を獲得し、単行本の初版部数が50万部を突破。
作品の舞台は、武内が実際に住んだことがある東京都港区麻布十番で、登場する施設などは実在の場所をモデルにしている。高校では天文学部所属で大学では薬学を学び、占いに詳しい武内の理系方面の知識が生かされ、モチーフにはギリシャ神話の月の女神セレーネーとエンデュミオーンの悲恋が使われた。宝石商の娘である武内はネームに詰まると、山梨の宝石博物館を訪れて構想を練るほどの鉱物マニアであり、敵キャラクターの名前は鉱物から名付けられている。
小佐野によると、武内は当初キャラクターの衣装を個別デザインしたが、アニメ展開のため統一化された。武内は「女の子には個性や好きなものがある」と考え、二週間後に完成した現行デザインの原型ではピアスの数を片方で変えたり、胸元と腰のリボンの配色を変える抵抗を行った。
原作の第1話だけセーラームーンが仮面をつけているが、テレビアニメ版初代ディレクターの佐藤順一によると、武内に「仮面をつけてほしい」と要望されたが「目の周りに物があると相当巧い人（アニメーター）じゃないと可愛く描けない。」「アニメーターの手間を少しでも減らしたい。」という理由で外された。
初代武器アイテムのムーンスティックのデザインは武内自身が希望したが、原稿のスケジュールが逼迫していた。最後は「明日金型制作に入らなければ年末商戦に間に合わない」という中で、深夜の喫茶店で武内が走り書きした紙ナプキンをバンダイの担当者が朝一番の新幹線で大阪の業者に納品して事なきを得た。こうして完成したムーンスティックの玩具は大ヒットし、「女の子向けアニメのグッズはある程度以上の売り上げを見込めない」という業界のセオリーを覆した。第2期以降のアイテムのデザインはバンダイ側が受け持ち、第2期・第3期の担当者には鉄道車両をデザインした経歴を持つ元工業デザイナーの深野洋一が抜擢された。
作品の長期化に伴い、「代替わりとしてちびうさを主役にしては？」という意見がテレビ局や制作会社から挙がったが（1994年3月号で結果発表されたキャラクター投票ではちびうさが月野うさぎを抑えて一位を獲得した）、「やっぱり主役を大事にしたい」という思いもあり、ダブルヒロインにすることになった。
漫画の本編外に登場する「おさBU」は小佐野の愛称。

## 海外での展開
アメリカでは、1995年からテレビアニメが放送された後、1997年よりMixx Publications（現：TOKYOPOP）発行の雑誌『Mixx-Zine』で連載され、1998年には同社から単行本が出版されたが2000年代前半には絶版になった。2011年からは講談社のアメリカ法人Kodansha USAより新訳で新装版が出版されている。2011年9月13日に発売された新装版第1巻は9月、10月の2カ月連続で売上1位となっており、姉妹作の『コードネームはセーラーV』も9月は2位、10月は6位にランクインする快挙となった。
韓国では、1997年に『달의 요정 세일러문』（月の妖精セーラームーン）のタイトルで登場人物の名前を変更して翻訳出版・アニメ放送されたが、2021年に完全版が『미소녀 전사 세일러문』（美少女戦士セーラームーン）のタイトルで登場人物の名前を日本語版と同じに戻しセミコロンから出版された。

## あらすじ

### 第1部 ダーク・キングダム編
東京の十番中学校に通う主人公・月野うさぎは、泣き虫でおっちょこちょいだけど底抜けに明るい中学2年生。ある日、人間の言葉を喋る不思議な黒猫・ルナと出会ったうさぎは、愛と正義のセーラー服美少女戦士・セーラームーンに変身し、街の人々のエナジーを奪う「ダーク・キングダム」の妖魔と戦うことになる。
慣れない戦いに苦戦していたうさぎだが、同じくセーラー戦士に変身するIQ300の天才少女・水野亜美/セーラーマーキュリー、火川神社の霊感少女・火野レイ/セーラーマーズ、転校生の怪力少女・木野まこと/セーラージュピター、正義の味方セーラーVの正体・愛野美奈子/セーラーヴィーナスたちが集まり、妖魔退治を順調に続けていく。
セーラー戦士はルナに「伝説の秘宝・幻の銀水晶と月のプリンセスを探し出し、ダーク・キングダムから守れ」という指令を受ける。果たして月のプリンセスとは誰か、セーラームーンを見守るような行動をする謎の紳士・タキシード仮面の目的は？そしてセーラー戦士とダーク・キングダムの戦いの行方は？全ての謎のカギは、うさぎたちの前世の記憶に隠されていた。

### 第2部 ブラック・ムーン編
ダーク・キングダムとの戦いが終わり、うさぎとタキシード仮面の正体である地場衛は前世からの恋が叶って恋人同士になった。うさぎと衛がデートしていると、突然空から小さな女の子が落ちてきた。その子は「月野うさぎ」を名乗り、うさぎのいとこ・ちびうさとして月野家に住むことになる。生意気なちびうさに手を焼くうさぎだったが、ちびうさは何らかの目的で「幻の銀水晶」を探していた。
そんな時、新たな敵「ブラック・ムーン一族」がうさぎたちの住む十番街に出現する。彼らの正体は「太陽系第10番惑星ネメシス」を本拠地にする未来人であり、その狙いは未来から逃げたちびうさを抹殺し、過去の地球を征服して歴史を変えることだった。
過去と未来を繋ぐ「時空の扉」の番人・セーラープルートの力を借り、未来の世界に向かったうさぎたちは、そこでちびうさが未来のうさぎと衛の娘であること、未来のうさぎたちが未来の地球「クリスタル・トーキョー」を率いていることを知り、未来の地球を守ろうと決意する。しかし、ちびうさがブラック・ムーンの幹部ワイズマンの洗脳でブラックレディに変身し、ブラック・ムーンの仲間になってしまう。

### 第3部 デス・バスターズ編
ブラック・ムーン一族との戦いも終わり、うさぎたちは平和な日常を取り戻していた。しかし、衛とレイは世界が崩壊する不穏な予知夢を見るようになり、程なくして私立学校・無限学園の生徒が怪物に襲われる事件が起こる。
うさぎたちは、無限学園の高等部に通う天才レーサー・天王はるかと美少女バイオリニスト・海王みちるに出会う。セーラーちびムーンに変身する力を手に入れたちびうさは、無限学園の理事長である土萠創一教授の娘・土萠ほたると出会い、親友になった。
新しいセーラー戦士・セーラーウラヌスに変身するはるかと、セーラーネプチューンに変身するみちるは、新たな敵「デス・バスターズ」の本拠地である無限学園に潜入しており、そこへ大学生の冥王せつなに転生したセーラープルートも現れ、ウラヌス、ネプチューン、プルートたち外部太陽系セーラー戦士が集まった時、強力な武器の「三つのタリスマン」が揃う。うさぎとちびうさは、未来にあったアイテム「伝説の聖杯」の力で、スーパーセーラー戦士にパワーアップする。
やがてうさぎたちは、ほたるの正体が世界を崩壊に導く破滅と誕生の戦士・セーラーサターンの生まれ変わりだと知る。ウラヌス、ネプチューン、プルートは今の世界を守ろうと、サターンが目覚める前にほたるを殺そうとする。時を同じくして、デス・バスターズはほたるをある計画に利用しようとしていた。

### 第4部 デッド・ムーン編
ちびうさは未来に帰る準備を始め、うさぎたちは高校受験に無事合格。それぞれの夢に向かって新たな生活を送ろうとしていた。
ある日、日本で今世紀最大の皆既日食が起きる。太陽が欠け始めたその瞬間、うさぎ、ちびうさ、衛の前にペガサスが現れ、助けを求めて消えてしまった。そして新月が太陽を完全に覆い隠し、東京が闇に包まれると「デッドムーン・サーカス団」を名乗る飛行船が現れた。サーカス団が来日した十番街はお祭り騒ぎとなり、うさぎたちはどうやらサーカス団が怪しいと警戒するが、衛が突然謎の病で倒れてしまう。
同じ頃、なぜか未来に帰れなくなったちびうさは、夢の中でペガサスが変身した少年・エリオスに出会う。エリオスは地球国に伝わる「ゴールデン・クリスタル」を解放して地球の聖地「エリュシオン」を救う「乙女」を探しており、ちびうさに鈴型のアイテム「クリスタル・カリヨン」を渡した。正体を現したデッド・ムーンとの戦いで、セーラー戦士はスーパー変身の力を手に入れる。
デス・バスターズとの戦いの後で姿を消したはるか、みちる、せつなは転生したほたるを育てていたが、うさぎと衛の危機を察知してセーラーサターンに覚醒したほたるを連れて戻り、集結したセーラー戦士は新しいパワーアップを果たす。

### 第5部 シャドウ・ギャラクティカ（セーラースターズ）編
夢と希望に胸を膨らませ、高校生活を満喫するうさぎたち。ハーバード大学への留学に出発する衛を見送るうさぎだが、謎の女性に襲われて衛が消えてしまう。それを見たうさぎは部分的な記憶喪失になり、衛がアメリカに旅立ったと思い込む。
ある日、人気アイドルグループ「スリーライツ」とみちるのライブコンサートに行ったうさぎたちは、セーラー戦士を名乗る新たな敵「シャドウ・ギャラクティカ」に襲われる。さらに、謎の3人組のセーラー戦士・セーラースターライツや、ちびちびと名乗る謎の少女まで現れる。
セーラー戦士はシャドウ・ギャラクティカに「セーラークリスタル」を奪われて消えていく。仲間を失ったうさぎは衛も消えたことを思い出し、セーラースターライツ、スターライツが仕える火球皇女、ちびちびと共に、シャドウ・ギャラクティカの本拠地「ギャラクティカ・パレス」がある「ギャラクシー・コルドロン」に向かう。
シャドウ・ギャラクティカとの戦いでちびちび以外の仲間を失ったうさぎは、未来から駆けつけたちびうさとセーラーカルテットと合流する。そして戦いは銀河の未来を賭けた決戦にまで発展し、うさぎはかつてない過酷な運命と向き合うこととなる。

## 登場人物

### セーラー戦士
月野うさぎ（つきの うさぎ）
本作品の主人公である、ドジで泣き虫な少女。麻布十番中学校2年生（初登場時）。月を守護に持つ、愛と正義のセーラー服美少女戦士・セーラームーンに変身する。
水野亜美（みずの あみ）
IQ300の天才少女。水の星・水星を守護に持つ、頭脳の戦士セーラーマーキュリーに変身する。
火野レイ（ひの レイ）
火川神社の霊感少女。火の星・火星を守護に持つ、戦いの戦士セーラーマーズに変身する。
木野まこと（きの まこと）
男勝りな怪力少女。雷の星・木星を守護に持つ、保護の戦士セーラージュピターに変身する。
愛野美奈子（あいの みなこ）
うさぎよりも前から「セーラーV」として活動する爆走少女。美の星・金星を守護に持つ、愛の戦士セーラーヴィーナスに変身する。
ちびうさ
未来から現れたうさぎと衛の娘。本名は「うさぎ・スモールレディ・セレニティ」。セーラー戦士見習い・セーラーちびムーンに変身する。
天王はるか（てんおう はるか）
中性的な高校生レーサーの少女。天空の星・天王星を守護に持つ、飛翔の戦士セーラーウラヌスに変身する。
海王みちる（かいおう みちる）
はるかと行動する高校生バイオリニストの少女。深海の星・海王星を守護に持つ、抱擁の戦士セーラーネプチューンに変身する。
冥王せつな（めいおう せつな）
過去と未来を繋ぐ「時空の扉」の孤独な番人。20世紀では女子大生として活動する（初登場時）。時空の星・冥王星を守護に持つ、変革の戦士セーラープルートに変身する。
土萠ほたる（ともえ ほたる）
「私立無限学園」の理事長の娘。初登場時は無限学園初等部6年生。沈黙の星・土星を守護に持つ、破滅と誕生の戦士セーラーサターンに変身する。

### セーラー戦士の協力者
地場衛（ちば まもる）
うさぎの運命の恋人。セーラー戦士を助ける紳士・タキシード仮面に変身する。
ルナ
うさぎのパートナー。言葉を喋るメスの黒猫で、月からの使者。
アルテミス
美奈子のパートナー。言葉を喋るオスの白猫で、月からの使者。
ダイアナ
メスの灰色猫。未来から来たちびうさのパートナーで、ルナとアルテミスの娘。

## 基本用語・アイテム
各登場人物、敵対組織の個別ページも参照。

### 第1部
セーラー戦士（全メディアミックス作品）
星の守護を持つ選ばれた戦士のこと。月の王国を守っていたが、月の王国が滅んだ後は幻の銀水晶の力で20世紀の地球人に転生し、敵の出現で次々と覚醒した。変身呪文は「○○パワー！メイクアップ！」 で、セーラー服とレオタードを合わせた戦闘服を着ている。
月のプリンセスを守る四守護神または内部太陽系セーラー戦士、王国の外から外敵を見張る外部太陽系セーラー戦士がいる。スーパーセーラー戦士→エターナルセーラー戦士の順でパワーアップ。
生まれた時から特別な能力があり、覚醒後はプリンセスと地球を守ることを使命としている。ただし旧作アニメを始めとしたメディアミックス作品では、普通の女の子として暮らしながら敵と戦っている。原作では飛行能力を持つが、旧作アニメでは高いジャンプ能力に変更された。全員で手を繋いで心をひとつにすれば瞬間移動する「セーラーテレポート」という技が使える。
キンモク星の王女を守るセーラースターライツが登場した第5部によると、銀河中に星の守護を持つセーラー戦士がいる。原作者の武内直子によると全員が女の子。変身前が男性の場合は女性化するケースがある（原作漫画のセーラーウラヌス、旧作アニメのセーラースターライツ）
原作漫画
太陽系惑星のセーラー戦士は「幻の銀水晶」の恩恵を受けて月の王国に仕える。第4部によると星の王女（セーラー・プリンセス）でもあり、地球の王子の生まれ変わり・地場衛は地球のセーラー戦士に相当する。第5部によると訓練生の制度があるらしい。
ダーク・キングダム（全メディアミックス作品）
第1部の敵組織。人間に化けて街に潜む魔物「妖魔」を従える暗黒の王国。北極圏Dポイントに城を持つ（実写ドラマでは洞窟）。
太陽の暗黒点から生まれた支配者クイン・メタリアに力を与えようと、「幻の銀水晶」を探しながら人間のエナジーを集めている。原作ではエナジーを奪いながら人間を洗脳する描写がある。
太古の昔から幻の銀水晶及び月と地球の支配を企み、地球の人間を洗脳して戦争を起こさせ、先代月の女王クイーン・セレニティに封印された。
エナジー（全メディアミックス作品）
生命エネルギーのこと。人々の強い感情がこもったエナジーには強い力が宿る。奪われ続けると命にも関わる。
原作漫画
エナジーを搾り尽くされた人間は干からびて死んでしまう。幻の銀水晶は死者にエナジーを注いで再生させるが、肉体が滅びた者の復活はできない。
旧作アニメ
妖魔を倒せば奪われたエナジーも取り返すことができる。強い憎しみは邪悪な暗黒のエナジーを出し、強い愛は聖なる光のエナジーを出す。
幻の銀水晶（全メディアミックス作品）
太陽系を支配した月の王国「シルバー・ミレニアム」の秘宝で、無限のエネルギーを秘めた水晶。月の女王や王女の心次第でダイヤのように輝いて聖なる光を発し、邪悪な暗黒の闇を消して奇跡を起こす。使い方によっては星ひとつを破壊できる。
第1部でセーラー戦士とタキシード仮面、ダーク・キングダムが探していたが、月の王女の生まれ変わり・月野うさぎの愛する者を思う涙から現れた。第2部終盤でちびうさの涙からも現れた。秘めた力を解放すると、蕾が開くように蓮の花弁に似た水晶に包まれる（旧作アニメでは『劇場版R』以降）。
原作漫画
涙の雫のような形。再生と浄化の力を司る太陽系のエネルギー源。真の力を解放すると「月の真の輝き」と同じ光を降らせて暗黒の闇を塵に還し、人々の病気や死を癒やす。正の感情（プラスエネルギー）によって作動し、地球から負の感情（マイナスエネルギー）を取り除いたり、月の人間に永遠の若さと千年の命を与えた。銀水晶の力でも暗黒を受け入れて魔物化した人間は救えないらしい。終盤では銀河を統べる聖石と呼ばれ、セーラームーンとちびムーンのセーラークリスタルに変身した。
旧作アニメ
桔梗カットのような形。暗黒のエナジーを祓って魔物化した人間を元通りの人間に戻せる。持ち主のエナジーを代償にしてどんな願いも叶えるが、セーラー戦士のエナジーを注ぐとエナジーの消費をやわらげられる。世界の書き換えにも使われたが、第3期以降は他のアイテムに取って代わられて重要な役割は果たさなくなる。
実写ドラマ
魔物化した人間を元の人間に戻したり、ルナを人間の女の子にした。前世の時代ではエンディミオンを失ったセレニティの負の心を増幅させて世界を滅ぼしてしまった。
赤いバラ（旧作アニメ）
セーラー戦士がピンチになると、タキシード仮面が手裏剣のように投げる赤いバラ。タキシード仮面のエナジーで作られている。
セーラーVゲーム（原作漫画、旧作アニメ）
ゲームセンター・クラウンに設置された横移動式のシューティングゲーム。プレイヤーキャラクターはムーンスティックを持つセーラーV。
原作
『コードネームはセーラーV』のアルテミスが模擬戦用に用意し、景品の腕時計は通信機に改造された。ゲーム機の地下は司令室に繋がり、クリアスピードが速いと美奈子の変身ペンのアラームが鳴る。美奈子がうさぎやルナにメッセージを送った。
旧作アニメ
ゲーム機自体がコンピュータで、謎の人物がルナに指令を送った（正体は後にアルテミスと判明）。合言葉は「A：『月のウサギはお餅つき』・B：『月のお餅はベタベタしてる』・A：『焼いたらプクーッと膨らんだ!』」。
ルナカラ（実写ドラマ）
カラオケ・クラウンの地下の司令室に設置されたカラオケ機。常に最新の曲が入っている。
黒水晶（旧作アニメ）
ネフライトが作り出した黒い宝石。幻の銀水晶を感知するが、人間の優しい心に反応した。後に虹水晶のみに反応するよう改造される。原作のクイン・ベリルの水晶玉の名前も黒水晶という。PCエンジン版によると、邪黒水晶をモデルに地球国で作られたアイテムで、正しい心の持ち主でも使うことができる。
虹水晶（旧作アニメ）
「銀水晶のかけら」と呼ばれる虹の色を持つ七つの宝石。銀水晶の力を分けて作られ、ダーク・キングダムの「最強妖魔七人衆」を封印した。正しい心の持ち主に転生した妖魔七人衆の体に宿り、抜き取ると持ち主は前世通りの妖魔に変わってしまう。最終的に銀水晶と合体した。
神の掟（原作漫画、旧作アニメカセットコレクション3、実写ドラマ、新作アニメ『Crystal』）
「月の住人と地球の住人は通じてはならない」という神に決められた古い掟。禁断の恋に落ちたプリンセス・セレニティとプリンス・エンディミオンに破られてしまった。
ムーンフェイズの懐中時計（原作漫画）
衛が落とした懐中時計。壊れていたが、時計の針を逆回転させてうさぎと衛の前世の記憶を呼び覚ます。
星空のオルゴール（旧作アニメ）
タキシード仮面が落としたオルゴールロケット。蓋を開けると光りながら三日月を回し、ムーンライト伝説のメロディを流す。プリンセス・セレニティがプリンス・エンディミオンに贈った宝物で、妖魔七人衆の生まれ変わりの夢野ユメミのイラストに登場した。
聖石（原作漫画）
星の王国の王室に伝わる無限のエネルギーを秘めた宝石。主に幻の銀水晶と後述のゴールデン・クリスタルを指す。第4部から「クリスタル」というルビが入る。
伝説の聖剣（原作漫画、実写ドラマ、新作アニメ『Crystal』）
四守護神がプリンセスを守るために授かった、幻の銀水晶で作られた聖剣。セーラーヴィーナスが使用する。
原作および新作アニメ『Crystal』
暗黒を貫いて願いを叶える力を持つ。クリスタル・タワー前の台座に安置され、ヴィーナスに引き抜かれた。石化されていたがクイン・ベリルを貫くと元に戻り、クイン・メタリアを封印する方法が浮き上がる。
実写
Special Act.にのみ登場し、一日だけセーラー戦士の変身アイテムを再現した。

### 第2部
魔界樹（旧作アニメ『R』）
テレビアニメ『R』前半の魔界樹編に登場。エイルとアンにエナジーを与える宇宙植物。自らもエナジーを必要とし、エイルとアンが地球人から集めたエナジーを補給する。実は植物型の知的生命体で、必要としているのはエナジーではなく愛だった。
エイルとアンは魔界樹に生み出された植物宇宙人。
ブラック・ムーン一族（原作漫画第2部、旧作アニメ『R』）
第2部の敵組織。歴史を変えようと30世紀から20世紀の地球にやって来た。人造生命体の「ドロイド」を配下に持ち、幻の銀水晶に対抗する石「邪黒水晶」のピアスで様々な超能力を使う。
原作
クリスタル・トーキョーの長寿社会に反抗した地球人の組織で、破壊と暴力の世に世界を作り変えようとしている。
旧作アニメ
クリスタル・トーキョーに反抗して「惑星ネメシス」に脱出した地球人の犯罪者の子孫で、荒れ果てたネメシスから地球への移住を目指している。
時空の鍵（原作漫画第2部、旧作アニメ『R』）
セーラープルートに管理される「時空の扉」専用の金の鍵。見た目はガーネットロッドの簡易ミニチュア版。天にかざして時空の扉の開門と時の神クロノスの導きを求める呪文を唱えると、時空の扉に続く光の道を召喚して時間を行き来できる。
セーラープルートによると時間の行き来は「残された最後の禁忌（タブー）」だが、30世紀の世界を救おうとしたちびうさがこの鍵の力で20世紀に来た。タイムパラドックスを防ぐため、歴史を変えることはできない。
邪黒水晶（原作漫画第2部、旧作アニメ『R』）
ブラック・ムーン一族がピアスにして装備する、暗黒の力を発する黒い宝石。惑星ネメシスでのみ産出され、時空や空間を歪めたり、幻の銀水晶の力を封じる。
「過去の銀水晶」と「未来の銀水晶」（原作漫画第2部、旧作アニメ『R』）
現代のうさぎの銀水晶と、ちびうさが30世紀から持ち出したネオ・クイーン・セレニティ（未来のうさぎ）の銀水晶のこと。銀水晶同士を接触させると、時空を超えて世界を破壊するほどのエネルギーを発する。
妖花キセニアン（旧作アニメ劇場版『R』）
あらゆる星のエナジーを根こそぎ奪って繁栄する悪魔の花。数多の星々を滅ぼした宇宙で最も恐ろしい怪物。自分では動けないが弱い心を持つ生命体に寄生し、憎しみを増幅させて意のままに操る。足が生えた花妖魔という分身（グリシナ、カンパニュラ、ダリアン）の種をばらまく。

### 第3部
デス・バスターズ（原作漫画第3部、旧作アニメ『S』）
第3部の敵組織。滅亡したタウ星系から卵の状態で地球に来た侵略者。支配者のファラオ90に力を与えようと地球人に寄生して活動する。怪物の「ダイモーン」を配下に持つ。
聖体（原作漫画第3部）
ファラオ90のエネルギー源となる人間の美しい魂の結晶。抜かれると肉体の生命活動が止まり、血流も絶えて本当に死んでしまう。デス・バスターズは聖体を抜いた人間の体にダイモーンの卵を寄生させた。
純な心の結晶（旧作アニメ『S』）
ピュアな心を持つ人間に宿る心の結晶。持ち主の気持ちが純粋なほど強い力を持つ。ピュアな心の結晶の中には抜き取ると「タリスマン」になるものがあり、デス・バスターズが狙っている。抜かれると仮死状態に陥り、早く肉体に戻さないと死んでしまう。
魔具（原作漫画第3部・旧作アニメ『S』）
外部太陽系三戦士の武器で、セーラーウラヌスのスペースソード（攻撃を司る宝剣）、セーラーネプチューンのディープアクアミラー（探知を司る手鏡）、セーラープルートのガーネットオーブ（時空を司る宝珠）のこと。モチーフは「三種の神器」。タリスマンはお守りを意味する言葉。
原作と新作アニメ『Crystal』
通常は出会わない三戦士のタリスマンが幻の銀水晶の持ち主の最期に反応して揃うと、輝きながら共鳴してセーラーサターンを目覚めさせる。
旧作アニメ
ウラヌス、ネプチューンの「ピュアな心」が変化したアイテム。プルートのタリスマンと共鳴してピュアな心から分離すると「伝説の聖杯」を召喚した。ウラヌスとネプチューンのタリスマンは転生する時にピュアな心と同化し、転生した二人はそれを忘れてしまっていた。
タイオロン・クリスタル（原作漫画第3部）
ファラオ90のエネルギー源だったタウ星系の宝石で、力を失いかけている。土萠ほたるのアミュレットもこれから作られた。
伝説の聖杯（原作漫画第3部、旧作アニメ『S』）
セーラームーンをスーパーセーラームーンに二段変身させる聖杯。モチーフは「聖杯伝説」。テレビアニメ設定資料の名前は「レインボームーンカリス」。30世紀の博物館に展示され、ちびうさが粘土のレプリカを作った。
原作
セーラームーンがちびムーンとタキシード仮面の力を借りて誕生させたアイテム。セーラー戦士の力を注がれてセーラームーンを変身させた。セーラーちびムーンが「セーラームーンのようになりたい」と願うと、二つ目の聖杯が出現してちびムーンを変身させた。セーラー戦士が揃わないと使えない。
旧作アニメ
外部太陽系戦士とデス・バスターズが探す無限の力を秘めたメシア専用アイテム。タリスマンが揃うと出現し、真のメシアが現れるまでスーパー変身できるセーラームーンが預かる。ミストレス9によるとあらゆる感情のエナジーを最高レベルに高めた「ピュアな心の純結晶体」で、聖杯を超える力の入手にはさらに純粋なピュアな心を探す必要がある。タキシード仮面によれば人のピュアな心そのものが聖杯の正体らしい。
救世主（原作漫画第3部、テレビアニメ『S』）
世界を滅びから救う力を持つ聖者のこと。
原作
セーラーサターンの破滅の力を浴びた街を幻の銀水晶の光で救うセーラームーンのこと。セーラーサターンは幻の銀水晶の持ち主の最期に反応し、世界の終焉を導いて新たな世界を創る。
旧作アニメ
外部太陽系戦士が探していた「伝説の聖杯」の真の持ち主。途中から「真のメシア」と呼ばれる。デス・バスターズのミストレス9（またはファラオ90）は「沈黙のメシア」と呼ばれている。

### 第四部
デッド・ムーン（原作漫画第4部、旧作アニメ『Supers』、新作アニメ『Eternal』）
第4部の敵組織。クイーン・セレニティの力で新月の闇の奥深くに封印された新月の悪夢の王国。怪物の「レムレス」を配下に持つ。新月の女王ネヘレニアに支配され、アマゾンのサーカス団に化けて街に出現した。
原作
月の侵略に失敗してプリンセス・セレニティとシルバー・ミレニアムに死の呪いをかけ、地球を支配しようと地球を守る聖地エリュシオンも呪った。
旧作アニメ
永遠の若さと美しさを求め、人間の美しい夢の中に隠れた祭司エリオス（ペガサス）が守る「ゴールデン・クリスタル」を探している。
乙女（原作漫画第4部、旧作アニメ『SuperS』）
エリオスが探している、ゴールデン・クリスタルの封印を解いて聖地エリュシオンと地球を救う少女のこと。
原作
エリオスが授けられた啓示にある「美しい夢を持つ月の光に守られたプリンセスにして戦士」。ちびうさは「小さな乙女」。
旧作アニメ
エリオスを導いた美しい夢の光を持つちびうさのこと。ゴールデン・クリスタルを解放する人間を意味しない。
夢の鏡（旧作アニメ『SuperS』）
「美しい夢」を持つ人間に宿る鏡。鏡の中を覗きこむと持ち主の美しい夢を見られる。ペガサスが隠れた夢の鏡は黄金に輝く「ゴールデン・ミラー」である。美しい夢を持たない人間の夢の鏡は黒い。
動物が正体のデッド・ムーン幹部のアマゾントリオにはないが、ペガサスによると生き物なら美しい夢を持つことができるらしい。
ゴールデン・クリスタル（原作漫画第4部以降、旧作アニメ『SuperS』）
地球国に伝わる太陽の力を秘めた黄金の宝石。幻の銀水晶と同じようなエネルギーを持つ。
原作
ゴールデン・キングダムの聖石で地球の守護石。聖地エリュシオンに力を与える。タキシード仮面の体の中に宿っていた。見た目は花開いた銀水晶の色違いバージョン。
旧作アニメ
「黄金水晶」と表記される。地上の人々の美しい夢を守るエリオスの額に隠され、人々の美しい夢の力を受け取る。二層構造の菱型の石で発動すると内側の小さな石が輝く。天空の星々をも容易に破壊する力を秘めるが、その力はエリュシオンの祭司のみに伝えられる秘密。ネヘレニアによると「暗黒の力でも美しい夢の力でも輝かせることができるエネルギーの集約装置」。
セーラークリスタル（原作漫画第4部以降）
セーラー戦士に宿るハートの宝石で、スーパーセーラー戦士とエターナルセーラー戦士の変身アイテム。幻の銀水晶とゴールデン・クリスタルも持ち主のセーラークリスタルである。
第5部によるとセーラー戦士の核。抜かれると菱形に変形して肉体は塵に還るが、セーラークリスタルさえあれば復活できる。ギャラクシーコルドロンの海に溶けて消えては転生する。
守護力精霊（原作漫画第4部）
セーラー戦士の力を守護する精霊で、見た目はセーラー戦士のちびキャラ版。亜美とまことにセーラークリスタルを与えた。普段はセーラー戦士の守護星の城を管理している。
ホーリームーンカリス（原作漫画第4部、旧作アニメ『スターズ』）
伝説の聖杯に代わって誕生した新しい聖杯。
原作
セーラームーンをエターナル変身させるアイテムとして登場。セーラー戦士を守護星の王女に変身させて守護星の城のエナジーを注がれた。
旧作アニメ
エターナルティアルの強化アイテムとして登場。セーラーちびちびムーンの最初の変身で出現した。
シルバームーン・クリスタル（原作漫画第4部以降）
セーラームーンの幻の銀水晶が銀河最強のセーラークリスタルにパワーアップした姿。タキシード仮面の愛とセーラー戦士の力を受け取っている。

### 第5部
シャドウ・ギャラクティカ（原作漫画第5部、旧作アニメ『スターズ』）
第5部の敵組織。セーラーギャラクシアに支配される悪のセーラー戦士の組織で、セーラー戦士のスターシードを集めている。
原作
ギャラクシーコルドロンに黄金の城「ギャラクティカパレス」を持つ。
旧作アニメ
東京の銀河テレビ局を地球での拠点にしている。幹部は銀河テレビ局員として活動した。
火球皇女の香炉（原作漫画第5部、旧作アニメ『スターズ』）
火球皇女がギャラクシアから隠れようと変身した香炉。金木犀の香りがする。
スターシード（原作漫画第5部、旧作アニメ『スターズ』）
全ての命の核になる、星の輝きを秘めた小さな宝石。星の種とも呼ばれる。特別な力を持つスターシードは「セーラークリスタル」と呼ばれている（テレビアニメでは「真のスターシード」と呼ばれる）。
原作
ギャラクシーコルドロンから誕生する。大きさと種類はさまざまだが、育たずに死んでしまう場合も多く、バランスよく星々が育った太陽系は銀河でも珍しい存在。人間としてのスターシードはもろく、セーラー戦士としてのセーラークリスタルとは別個の存在であるらしい。
旧作アニメ
生き物に宿る金色の花の花弁に包まれた菱形の石。通常のスターシードは抜かれると輝きを失い、持ち主もセーラー戦士を名乗る怪物「ファージ」に変わってしまう。
セーラーウォーズ伝説（旧作アニメ『スターズ』）
銀河創世の時代から続く、星を守護するセーラー戦士と銀河中の悪の心の化身カオスの聖戦。バンダイ版ミュージカルに「セーラーWar！」「セーラーWar Supreme」という楽曲がある。

## 作中に登場する地名
ファンタジー要素を除けば、ほとんどの場所は現実の東京都港区麻布十番周辺に実在する施設などがモデル。

### 第1部
麻布十番商店街（全メディアミックス作品）
東京都港区麻布十番に実在する商店街。うさぎたちの地元でシリーズ通しての主な舞台。旧作アニメでは「十番町商店街」として登場。
区立十番中学校（全メディアミックス作品）
月野うさぎ、水野亜美、木野まことが通う中学校。女子制服はエプロンドレス風の青セーラーで、男子制服は学ラン。クラス替えはなく、ピアスとブローチの着用を許されている（作中の全学校共通）。旧作アニメ『R』放映時にムービックから発売された生徒手帳によると、校長の名前は武内直哉。モデルは東京都港区に実在した港区立城南中学校。実写ドラマのロケ地は東京都新宿区の目白学園。
一の橋公園（原作漫画、旧作アニメ、新作アニメ『Crystal』）
東京都港区麻布十番に実在する公園。待ち合わせ場所にしたり、テレポートを行ったりと、シリーズを通して比較的重要な場所となる。
ジュエリーOSA･P（原作漫画、旧作アニメ、新作アニメ『Crystal』）
大阪なるの母親が経営する宝石店。セーラームーンの初陣の場所でもある。OSA・P（オサピー）の由来は、原作者の担当のニックネーム「おさぶ」から。モデルは港区麻布十番に存在するジュールA。
ルネサンスホール（実写ドラマ）
大阪なるの母親が新作のジュエリーデザイン発表をする会場。セーラームーンの初陣の場所でもある。
クラウン（全メディアミックス作品）
うさぎ行きつけの遊び場で、古幡元基のアルバイト先。古幡兄妹の父が経営している。モデルは港区麻布十番に存在した同名のパチンコ屋（現在は閉店）。
原作と新作アニメ『Crystal』
ゲームセンタークラウンとして登場。店内設置のセーラーVゲームが司令室の入り口。
旧作アニメ
ゲームセンタークラウンとして登場。セーラーVゲーム自体がコンピュータで、司令室はない。
実写
カラオケクラウンとして登場。レジカウンター近くに司令室の入り口があるが、セーラー戦士以外は誰も気づかない。ロケ地に使われたのは吉祥寺にあるカラオケ館吉祥寺北口店。
司令室（原作、実写ドラマ、新作アニメ『Crystal』）
ルナとアルテミスがクラウンの地下に築いたセーラー戦士の秘密基地。高性能コンピュータを設置し、通信や作戦会議などに使うシリーズの中でも比較的重要な場所。強力なシールドに守られている。新作アニメではさらに未来的な設備を設置。後に古幡元基にバレる。
フルーツパーラークラウン（原作漫画、旧作アニメ、新作アニメ『Crystal』）
古幡宇奈月がアルバイトしている喫茶店で、うさぎたちの集合場所のひとつ。ゲームセンターと同じく古幡兄妹の父が経営している。モデルは港区南麻布に存在するまるみや青果。
仙台坂上のバス停（原作漫画第1部、旧作アニメ第1部、『Crystal』）
魔の6時のバスに乗ると、存在しない6本目の坂に着く都市伝説があった。実際はジェダイトによる行方不明事件。
火川神社（全メディアミックス作品）
十番街外れの仙台坂上付近にある神社。宮司は火野レイの祖父でレイの家でもある。境内にカラスのフォボスとディモスが住む。
モデルは東京都港区元麻布の氷川神社（原作）、東京都港区赤坂の赤坂氷川神社（旧作アニメ）。実写ドラマのロケ地は東京都渋谷区の渋谷氷川神社。
旧作アニメ
司令室の代わりに使われるセーラー戦士の集合場所。作戦会議や勉強会、セーラーテレポートなどに使用され、シリーズを通して比較的重要な場所。
T・A女学院（全メディアミックス作品）
火野レイ、古幡宇奈月、更科ことのが通うミッション系の私立女学校。エスカレーター式の超名門お嬢様学校。制服はブレザー風の灰色セーラー。モデルは港区六本木に存在する東洋英和女学院。
私立元麻布高校（原作漫画、実写ドラマ、新作アニメ『Crystal』）
地場衛と浅沼一等が通う、都内でいちばん歴史のある私学の名門校で超進学校。偏差値90を誇る。男子制服はグレーのブレザー。
第2部によると中学校もあり、中等部と高等部でネクタイの色が異なる。衛によると「やる気のあるやつだけが生き残れる、ハングリーできたねえ学校」。モデルは港区元麻布に存在する麻布中学校・高等学校。
東京国際空港（旧作アニメ）
旧作アニメでのセーラー戦士とジェダイトの最終決戦の場所。東京都大田区に実在。第2部『R』にも亜美がドイツ留学に行こうとした時に登場する。
スタジオダイブ（旧作アニメ第1部）
近日公開予定のセーラーVの劇場アニメを作っていたアニメ制作会社。アニメーターの松野浩美と只下和子、麻藤監督が働いている。
社訓は「うるさいので私語は数十秒で切り上げてくれ」。浩美と和子のモデルで、登場回の作画監督だった松下浩美・只野和子夫妻が所属していたスタジオ・ライブのパロディ。
D国大使館（原作漫画第1部、旧作アニメ第1部、新作アニメ『Crystal』）
仙台坂下（原作）にある、世界最大の宝石産出国・D国（テレビアニメではダイヤモンド国）の大使館。来日したプリンセスD（テレビアニメではダイヤ王女）の「幻の秘宝」を公開する舞踏会を開催した。
東京タワー（原作漫画、新作アニメ『Crystal』）
港区芝公園にあるテレビ電波塔。ゾイサイトとクンツァイトが奪った大量のエナジーを集めるのに利用した場所。月のプリンセスと「幻の銀水晶」が出現した。
スターライト・タワー（旧作アニメ第1部）
ゾイサイトがタキシード仮面を呼び出して「虹水晶」を奪ったベイエリアの電波塔。セーラームーンとタキシード仮面が正体を明かし合い、月のプリンセスと「幻の銀水晶」が出現した。クンツァイトとの戦闘で崩壊して廃墟となる。
KO大学（原作漫画、新作アニメ『Crystal』）
古幡元基と西村レイカなどが通う大学。クイン・ベリルに操られた衛が、元基の親友の遠藤を暗殺して（『Crystal』では記憶を消して）成り代わった時に自己紹介した大学名。
第3部でせつなが、第4部では衛が入学する。モデルは東京都港区に存在する慶應義塾大学三田キャンパス。原作者の武内直子は後に慶應大に吸収合併された共立薬科大学卒。
麻布工業大学（旧作アニメ）
西村レイカが通う大学。
マーレ・セレニタティス（原作漫画第1部、新作アニメ『Crystal』）
月の海の「晴れの海」と呼ばれる月面のエリア。シルバー・ミレニアムの遺跡が残されている。マーレ・セレニタティスの英名「Sea of Serenity」はそのまま読むとセレニティの海になる。
シルバー・ミレニアム（全メディアミックス作品）
古代に存在した月の王国で、うさぎの前世プリンセス・セレニティの故郷。「幻の銀水晶」の力で月面のドームに築かれた平和な白い水晶の国。広がる自然と高度な機械文明を有し、永遠の若さとおよそ千年の寿命を持つ国民が暮らした。地球国の侵攻で滅び、月も死の星と化す。
原作
異名は「月の千年帝国」。敵勢力に「白い月」と呼ばれる。王国があった頃の月は太陽に負けないほど強く輝き、平和と幸せに包まれていた。王家の人間の使命は、幻の銀水晶の白い輝きが持つプラスエネルギーで地球を外敵から保護し、地球の生命の進化を見守りながらマイナスエネルギーを取り除くこと。
実写版
「月の王国」と呼ばれ、ドーム型の結界の中に包まれている。
ムーン・キャッスル（原作漫画第1部、旧作アニメ第1部）
シルバー・ミレニアムの宮殿。現在は廃墟。メインコンピュータ内にデータ化されたクイーン・セレニティの意識が残され、ホログラム映像でその姿を映す。
原作と新作アニメ『Crystal』
メタリアの呪いで石化していた。中心部は女王のみが出入りを許される「祈りの間」。伝説の聖剣の台座にクイーン・セレニティの意識をホログラム化するシステムがある。
クリスタル・タワー（原作漫画第1部、新作アニメ『Crystal』）
ムーンキャッスルの祈りの間にある水晶の「祈りの塔」。ここで祈りを捧げると月が守ってくれるという言い伝えがある。初登場時は折れていたが、幻の銀水晶の真の輝きを浴びて元通りに成長する。
地球国（全メディアミックス作品）
地球が一つの王国だった時代の名前で、衛の前世プリンス・エンディミオンの故郷。
「月の王国は地球の生命の進化を一方的に監視している」と訴えたダーク・キングダムに乗っ取られ、無限の力と永遠の若さを与える「幻の銀水晶」を目的にシルバー・ミレニアムを侵略したが、シルバー・ミレニアム滅亡と同時に滅んだ。
第4部で「ゴールデン・キングダム」という名前が明かされ、王家が「ゴールデン・クリスタル」を守護したことが判明する。
区立十番病院（旧作アニメ第1部以降、実写ドラマ）
明和大学病院（実写ドラマ）
亜美の母親が勤務する大学病院。実写ドラマでの港区立十番病院は、美奈子（Special Act.ではレイ）が入院した病院として登場する。
超次元空間（原作漫画第1部、新作アニメ『Crystal』）
クラウンの司令室をタキシード仮面に襲われ、クラウン周辺の破壊を避けるためにマーキュリーが呼び出した異空間。

### 第2部
有栖川宮記念公園（原作漫画第2部、新作アニメ『Crystal』）
東京都港区南麻布に実在する公園。ちびうさが初登場時に逃げ込んだ場所。
港区立十番小学校（原作漫画第2部、旧作アニメ『R』後半）
ちびうさが通う小学校。月野進悟も通っている。原作第5部から土萠ほたるも転入した。モデルは東京都港区に存在する港区立南山小学校。
惑星ネメシス（原作漫画第2部、旧作アニメ『R』）
ブラック・ムーン一族の本拠地。30世紀に発見された太陽系第十番惑星の暗黒の星。固有資源の邪黒水晶に宿る暗黒のエナジーに包まれ、太陽の光もほとんど届かない過酷な土地。
原作
デス・ファントムがネオ・クイーン・セレニティに追放された場所。
旧作アニメ
ネオ・クイーン・セレニティの統治を拒んだ犯罪者たちが脱出した場所。
時空の狭間（原作漫画・旧作アニメ『R』）
セーラープルートが住んでいる霧の中の白い異次元空間。時の扉が存在し、ムーン・キャッスルやクリスタル・パレスの奥の片隅の部屋に人知れず繋がっている。
原作
距離や方向の概念がなく、所々に時空の暗黒の落とし穴が口を開き、その先は強い暗黒と嵐が吹き荒れる禁じられた場所「時空の深遠」。
時空の扉（原作漫画第2部、旧作アニメ『R』）
セーラープルートに守られた時空を司る冥界の扉。セーラープルートと時の神クロノスに交信する「時空の鍵」の所持を許された者を通し、時間移動（タイム・ワープ）させる。時空の鍵を持たない者が通ると、時の狭間に吹き飛ばされてセーラープルートに消去（デリート）される。時間移動は禁じられたタブーで、その存在を知ることも許されない。
旧作アニメ
異様な圧迫感で満ちた「時空回廊」が内側に存在する。
クリスタル・トーキョー（原作漫画、旧作アニメ『R』）
30世紀の未来の地球で、ちびうさの生まれ故郷。「幻の銀水晶」の力で麻布十番を拠点に築かれた白い水晶の未来都市。ネオ・クイーン・セレニティ（未来のうさぎ）とキング・エンディミオン（未来の衛）に治められている。中枢にシルバー・ミレニアムが再興された。幻の銀水晶が消えた隙に侵入したブラック・ムーン一族に攻撃され、死の都市と化す。
原作
地球の人間は幻の銀水晶の力で月の人間のように永遠に若いまま千年は生き、争いや犯罪が忘れられた平和な生活を満喫している。
旧作アニメ
20世紀の地球が突然「大変動」に襲われてコールドスリープし、30世紀にうさぎが幻の銀水晶の力で目覚めさせて生まれた都市である。
クリスタル・パレス（原作漫画第2部、旧作アニメ『R』後半）
幻の銀水晶で作られたクリスタル・トーキョーの不落の城。一番高い塔にムーンキャッスルを再現した。シルバー・ミレニアムの一族のみ出入りを許され、ネオ・クイーン・セレニティ、キング・エンディミオン、ちびうさ、内部太陽系戦士が住む。
小惑星（旧作アニメ劇場版『R』）
地球に接近した小惑星。妖花キセニアンが咲き乱れて地球への大移動を待っていた。キセニアンが消滅すると軌道が変わって地球に落下する。該当シーンは『機動戦士ガンダム 逆襲のシャア』のオマージュである。
安らぎの井戸（旧作アニメカセットコレクション3）
プリンス・エンディミオンがプリンセス・セレニティとの密会を糾弾されて送られた地球国の魔の穴。王族の自覚がない者が入れば二度と生きて戻れない。異次元空間に繋がる危険な場所でルナとアルテミスに封印された。

### 第3部
無限三角洲（原作漫画第3部、新作アニメ『Crystal』）
東京湾埋め立てプロジェクトの中心地・無限洲とそれを囲む天王洲、海王州、冥王洲のこと。河口を埋め立てて造られた。4州を合わせると正三角形になり、空間を歪める負のエネルギーに満ちた「オメガエリア」が発生した。天王洲は東京都品川区天王洲とは別物だがモデルではある。
私立無限学園（原作漫画第3部、旧作アニメ『S』、新作アニメ『Crystal』）
60階建てビルの超名門校。理事長は土萠ほたるの父・土萠創一教授。ほたる、天王はるか、海王みちるが通っている。幼等部から大学院までが存在し、将来有望な人材を集めて英才教育を施している。校舎裏は土萠教授の自宅兼ラボ「土萠研究所」。特に優秀な生徒は教師を任され、ウィッチーズ5がその例である。女子制服は襟元に黒い星を描いた赤と緑のセーラー服、男子制服は胸ポケットの上に黒い星を描いた同色のブレザー。
実はデス・バスターズのエネルギー源となる優秀な人間の魂を狩る目的で造られた。
原作
オメガエリアの中心地である無限州に建築された。哲学・芸能・サイエンス・フィジカル・魔女養成プロフェッショナルの5クラスがあり、一部では「魔女養成学校」とも呼ばれる。無限予備校や無限植物園も併設され、成績優秀な生徒は学費が免除される。カオリナイトの魔術で「無限迷宮」（ラビリンス・ムゲン）に変化する。
旧作アニメ
天王州に存在。土萠教授の校訓は「自分の正義を信じろ」。終盤ではミストレス9の暗黒のエナジー「オメガゾーン」に包まれる。
コンドミニアムタワー（原作漫画第3部、新作アニメ『Crystal』）
コンドミニアムとは分譲物件のことで、作中では無限洲を囲む、天王洲・海王洲・冥王洲に1棟ずつ立つ高級タワーマンション（家賃月100万円）を指す。
はるか、みちる、冥王せつなの3人は無限洲を見張るため、それぞれのコンドミニアムタワーで暮らしていた。3人の部屋番号は、誕生日に1000を加えた番号（はるか：誕生日1月27日→部屋番号：1127、みちる：誕生日3月6日→部屋番号：1306）、または誕生日のアナグラム（せつな：誕生日10月29日→部屋番号：1209）である。モデルは港区に存在するタイムズニューピア竹芝ノースタワー。
ムゲン・C・パーク（原作漫画第3部、新作アニメ『Crystal』）
無限洲にできたテーマパーク。海の上にジェットコースターがある。ちびうさとそのクラスメート、衛、浅沼が遊びに来た。
J医科大学病院（原作漫画第3部、新作アニメ『Crystal』）
亜美の母親が勤務する病院。聖体を抜かれたちびうさが運び込まれた。モデルは港区に実在し、原作者が薬剤師として勤務した慈恵医科大学病院。また、原作版『かぐや姫の恋人』で宇宙翔が入院した。
見原台総合病院（旧作アニメ『S』）
正気を取り戻した土萠教授が入院する病院。
彗星スノー・カグヤ（原作漫画番外編、旧作アニメ劇場版『S』）
宇宙翔が発見した彗星。月からやってきたように見えたために名付けられた。
正体は原始太陽系の頃に地球を支配しようとした氷の女王で、一度はクイーン・セレニティに追い払われたが、45億年の放浪を経て再び地球に衝突する軌道をとる。分身のスノー・ダンサーたちを使い、人々を幸せな夢に閉じ込めようとした。

### 第4部
都立十番高校（原作漫画第4部以降、旧作アニメ『スターズ』、新作アニメ『Crystal』）
うさぎたちが通う高校。中学から一緒の亜美とまことの他に、愛野美奈子も入学した。女子制服は赤ライン入りの紺セーラーで、男子制服は青ライン入りの学ラン。
原作第3部初期設定では無限学園編入前のはるかも通っていた（後にみちると編入。女子制服で通学する）。ミュージカルでは男子制服を着用するモデルは港区に存在する都立六本木高校。　
聖地エリュシオン（原作漫画第4部、旧作アニメ『SuperS』、新作アニメ劇場版『Eternal』）
祭司エリオスが守る地球の聖なる場所。森に囲まれた湖に白い神殿が立つ。聖なるバラが咲き乱れるが、ネヘレニアの呪いで黒バラに変色していた。エリュシオンはギリシャ語で「楽園」を意味する。
原作
地球を外側から守るゴールデン・キングダムに対応し、地球を内側から守る地球の心臓部。エリオスと巫女メナードに守護された神殿の地下深くの祈りの部屋でエリオスが護りの祈りを捧げる。バラが咲く大地には浄化作用があるが、呪いで荒れ果てていた。
旧作アニメ
地上の人々の美しい夢に支えられた世界。ちびうさの心象世界で、小さな光かオーロラに包まれた暗い水晶の森「夢の森」の奥に存在する。エリオスはゴールデン・クリスタルの守護者で地上の人々の美しい夢を見守る使命を持つ。夢の森にはエリオスが変身したペガサスが潜み、後にアマゾン・トリオの「夢の鏡」が運ばれた。
東西大学（テレビアニメ『SuperS』）
衛、古幡元基、沙織、小林が通っている大学。ダンスパーティーが有名。
カレイドスコープ昔館（原作漫画第4部）
うさぎとちびうさが衛に万華鏡を買ってもらった店。麻布十番に実在する。
セーラー戦士の城（原作漫画第4部、新作アニメ劇場版『Eternal』）
太陽系セーラー戦士がクイーン・セレニティに授かった城。普段は守護力精霊が管理している。セーラームーンのムーンキャッスルとちびムーンの30世紀のクリスタル・パレス以外は各守護星の衛星の名前が入る。
第5部では外部戦士の城にムーンとスターライツ、火球がたどり着き、ギャラクシア勢力との戦闘がホログラムで流されていた。
ブラック・ドリーム・ホール（旧作アニメ劇場版『ブラック・ドリーム・ホールの奇跡』）
夢見る子供たちのシュガーエナジーから作られたブラックホール。異世界の魔女・バディヤーヌが妖精ププランたちに子供を集めさせて作り、セーラー戦士のエナジーも吸い込んだ。正体はバディヤーヌが一体化した巨大な火の玉。
マジパンヌ・キャッスル（旧作アニメ劇場版『ブラック・ドリーム・ホールの奇跡』）
ブラック・ドリーム・ホールの本拠地。雲の中に隠された巨大な塔の城で、ププランたちの笛の音に応えて出現した。

### 第5部
キンモク星（原作漫画第5部、旧作アニメ『スターズ』）
セーラースターライツと火球皇女の母星。ギャラクシアに滅ぼされて皇女は地球に逃れ、スターライツは皇女を探す目的で少年アイドルの「スリーライツ」として活動する。
原作によると、キンモク星の「丹桂王国」がスターライツと火球皇女の故郷。名前は金木犀（キンモク星）の中国名「丹桂」に由来。中国に「月には桂の木（金木犀）が生えている」という民話がある。
ギャラクシーコルドロン（原作漫画第5部）
「原初の海」「星の聖地」「母なる海」とも呼ばれる。銀河の中心「射手座ゼロ・スター」に存在する、銀河中の星々が生まれては最後に還りつく場所。
ここでの星はすべての命の核になるスターシードとセーラークリスタルのこと。原初の海に溶けた星に命を返されて新しい星を生むが、輝く星になれない邪悪な闇も生み出す。可能性が生まれる場所でもある。守護精霊に管理されたセーラークリスタル「コスモス・クリスタル」を宿す。
銀河テレビ（旧作アニメ『スターズ』）
シャドウ・ギャラクティカの東京本部。一見するとごく普通のテレビ局。セーラーアニマメイツは局員であり、タレントエージェントやTVレポーターに化けて特別なスターシードの持ち主を探している。
ハンマープライス堂（原作漫画第5部番外編）
凡松浦マコトの経営する質屋。一等地にあるため悪質な地上げに遭っていた。関東大震災でもびくともしなかったという蔵から地霊（ゲニウス・ロキ）「オタクーラ」が現れる。事件解決後、立派な高層ビルに建て変わる。シンボルは翼を広げたワシの飾りだが、事件解決後は、翼部分のみエターナルセーラームーンの翼を模した物に変わっている。モデルは港区麻布十番に実在する大黒屋麻布店。

### その他
アルトゥカ帝国（ミュージカル『かぐや島伝説』）
5000年前に存在した地球の王国。地球に衝突しようとした彗星コアトルの軌道を、月のプリンセスが「幻の銀水晶」の力でずらした影響による洪水で滅んだ。
かぐや島（ミュージカル『かぐや島伝説』）
アルトゥカ帝国の領地にある島。宝石が採れる。

## 番外編

### コードネームはセーラーV
本作品の原案となった作品。愛野美奈子が主人公で、舞台はダーク・キングダムとの戦いの1年前。中学1年生の美奈子がアルテミスと出会ってセーラーVに変身し、悪の芸能プロダクション「ダーク・エージェンシー」と戦い、前世の記憶を取り戻してセーラーヴィーナスに覚醒するまでのストーリー。

### ちびうさ絵日記
『なかよし』の姉妹誌である『るんるん』に連載された、ちびうさの日常を描いた作品。全3作（TVオークションでの落札者用に描かれた「ヒミツのハンマープライス堂」を含めれば全4作）。
「ちびうさ絵日記（番外編）」は旧作アニメ第4シリーズ『SuperS』のテレビスペシャルにて『ちびうさの冒険! 恐怖、吸血鬼の館』のタイトルでアニメ化され、「ちびうさ絵日記（虫歯編）」は『SuperS』の153話『恐怖の歯医者さん? パラパラの館』でほぼ同様の内容のストーリーがアニメ化されている。普段は攻撃力がそれほどでもないちびうさの必殺技も、第2作と第3作では敵を一撃で倒すほどの実力を持つ。
| 収録巻 | 話数  | サブタイトル                     | 掲載        |
| ------ | ----- | -------------------------------- | ----------- |
| 5      | 第1話 | ちびうさ絵日記（番外編）         | 1993年7月号 |
| 10     | 第2話 | 七夕カウント・ダウンにご用心の巻 | 1994年7月号 |
| 15     | 第3話 | ちびうさ絵日記（虫歯編）         | 1995年3月号 |
| 17     | 第4話 | ヒミツのハンマープライズ堂の巻   | 1996年8月号 |

### かぐや姫の恋人
うさぎのパートナーである黒猫のルナの恋を描いたストーリー。1994年東映制作の映画『劇場版 美少女戦士セーラームーンS』の原作用に執筆された。漫画版はKCなかよしデラックスとして特別製本の単行本で発売された後、本編コミックス第11巻に収められた。
| 収録巻 | サブタイトル   | 掲載                 |
| ------ | -------------- | -------------------- |
| 11     | かぐや姫の恋人 | 1994年11月描き下ろし |

### カサブランカ・メモリー
火野レイが主役のエピソード。あまり語られることのないレイの家庭環境と初めての恋愛を知ることができる。本編コミックス第11巻に収められた。
| 収録巻 | サブタイトル           | 掲載        |
| ------ | ---------------------- | ----------- |
| 11     | カサブランカ・メモリー | 1993年9月号 |

### 受験戦争編
本編主人公である「月野うさぎ」以外のセーラー戦士である「水野亜美」「木野まこと」「火野レイ」「愛野美奈子」をそれぞれ主人公としたスピンオフ連作短編で『るんるん』（講談社）に短期連載された。ストーリーは全て高校受験に絡めたストーリーとなっている。
『まこちゃんのユーウツ』（5月号掲載）、『亜美ちゃんの初恋』（7月号掲載）、『レイと美奈子の女子校バトル』（11月号掲載）の3作。旧版単行本13巻に所収。「亜美ちゃんの初恋」は短編発表の同年に全国東映系でアニメーション映画『美少女戦士セーラームーンSuperS』の併映作品として劇場アニメ化・公開されている。
| 収録巻 | 話数  | サブタイトル               | 掲載         |
| ------ | ----- | -------------------------- | ------------ |
| 13     | 第1話 | まこちゃんのユーウツ       | 1995年5月号  |
| 13     | 第2話 | 亜美ちゃんの初恋           | 1995年7月号  |
| 13     | 第3話 | レイと美奈子の女子校バトル | 1995年11月号 |

### ぱられる せぇらぁむ〜ん
結婚した月野うさぎ、水野亜美（夫婦とも勤務医）、火野レイ（神社で巫女をしており、夫は神主兼教師）、木野まこと（夢だった自分の店（花屋かケーキ屋かは不明）を持つ）、愛野美奈子（夫はお笑い番組担当のAD）らの子供たちが登場する短編漫画。子供たちの名前は月野こうさぎ、水野あみ、火野れい、木野マコ、愛野ミナで、全員小学校3年生（ちびうさ、ほたるは中学校3年生になっている）。夫は全員婿養子らしい。舞台は「とある次元のとある星」となっているため、パラレルワールドの物語である可能性がある。
『美少女戦士セーラームーン 設定資料集』に収録された。後に『美少女戦士セーラームーンショートストーリーズ2』や完全版以降の文庫版にも再録されている。

## メディアミックス展開
原作漫画との同時進行により1992年から東映動画制作のテレビアニメが制作された。その後テレビアニメ版ベースの劇場アニメ化、ゲーム化、カセットドラマ化、ミュージカル化もされる。2003年には原作漫画版ベースのテレビドラマが制作された。
2012年7月6日に行われた「20周年記念トークイベント」で「セーラームーン誕生20周年記念作品」として原作漫画に忠実な新作アニメの2013年夏の公開が発表される。その後幾度の延期を経て2014年7月から『美少女戦士セーラームーンCrystal』のタイトルでWebアニメが公開され、後に修正版を深夜アニメとして放送。20周年記念プロジェクトの一環として後述のS.H.Figuartsによるアクションフィギュア化、ネルケプランニングによる原作ベースのミュージカル版制作が発表された。2018年には漫画をベースにしたノベライズが発売された。

### アニメ
『美少女戦士セーラームーン』
1992年3月7日から1997年2月8日にかけてテレビ朝日系で東映動画制作によるテレビアニメ5作品が全200話放映され、劇場版も短編映画を含む5作品上映。第1期から第2期『美少女戦士セーラームーンR』、第3期『美少女戦士セーラームーンS（スーパー）』、第4期『美少女戦士セーラームーンSuperS（スーパーズ）』、第5期『美少女戦士セーラームーンセーラースターズ』の順で制作された。
監督は佐藤順一（第1期〜R第59話）、幾原邦彦（第60話〜SuperS最終話）、五十嵐卓哉（セーラースターズ）。スタッフのほとんどが共通する前番組『きんぎょ注意報!』の流れを引き継いで友情コメディ作品に路線変更された。作画上の都合から小物などを少なくしたポップなキャラクターデザインになり、ストーリーやキャラクター設定を大幅にアレンジしたが、家族愛など独自のテーマ性も加わっている。当時社会現象を引き起こし、後継作品にも多くの影響を与えた。
『美少女戦士セーラームーンCrystal』
2014年7月から東映アニメーション制作のWebアニメがネット配信され、後に深夜アニメとしてテレビ放送された。2016年までに深夜枠で第3期まで放送され、第4期は2021年に『劇場版 美少女戦士セーラームーンEternal』のタイトルで前後編の劇場アニメ化がなされた。第5期は2023年に『劇場版 美少女戦士セーラームーンCosmos』のタイトルで前後編の劇場アニメ化がされた。
監督は境宗久（第1期〜第2期）、今千秋（第3期〜Eternal）、高橋友也（Cosmos）。前述のテレビアニメのリメイクではなく「原作漫画に忠実なアニメ化」をコンセプトにしているが、一部独自の設定とストーリーが含まれている。

### ミュージカル・スーパーライブ
1993年から2005年までバンダイ制作によるミュージカルシリーズが上演された。テレビアニメをベースに原作漫画の設定の一部も使用されている。脚本・演出は富田祐弘（1年目）、平光琢也（2年目〜7年目）、斎木潤也（7年目〜12年目）。
2013年から2017年までネルケプランニング制作によるミュージカルシリーズが上演され、原作漫画をベースにテレビアニメの設定の一部も使われた。脚本・演出は平光琢也。
2018年に『美少女戦士セーラームーン25周年プロジェクト』の一環として乃木坂46によるミュージカルが上演され、メンバーを変更して2019年、2024年にも再演されている。
スーパーライブは、2018年より『"Pretty Guardian Sailor Moon" The Super Live』の題名で、音楽×ダンス×映像でみせるパフォーマンスショーとしてスタート。制作はネルケプランニング。

### ゲーム
テレビアニメを題材とした各種ゲーム作品。家庭用ゲームソフト以外にもアーケードゲームの格ゲーが製作された。

### カセットコレクション
テレビアニメの関連商品としてアニメイトで販売されたカセットドラマ。やや過激な下ネタや楽屋ネタも多いパラレル的なギャグ作品だが、第3作のみ本編に準じたシリアスストーリーとなっている。後にCD化もされている。

### テレビドラマ
2003年10月から2004年9月まで放映された特撮実写ドラマ版。監督は田﨑竜太、シリーズ構成は小林靖子。
設定は原作漫画第1部がベースだが、セレニティとエンディミオンの禁断の恋をめぐるセーラー戦士と四天王の葛藤を描いたドラマ要素をプラスして「悪のセーラーマーキュリー」を登場させるなど独自のストーリー展開になっている。武内デザインによるオリジナルセーラー戦士プリンセス・セーラームーンとセーラールナも登場した。

### ファンクラブ
2016年4月発足。4月10日東京体育館にてキックオフイベントが実施され、三石琴乃、堀江美都子、野島健児、ももいろクローバーＺが登板した。

### 4-Dアトラクション
「美少女戦士セーラームーン ザ・ミラクル 4-D」
「ユニバーサル・スタジオ・ジャパン」「シネマ 4-D シアター」で上映の体感型シアターショー。衣装は原作第2期がベースになっている。当初2018年3月16日から8月24日までの上映だったが好評につき9月30日まで延長された。
「美少女戦士セーラームーン ザ・ミラクル 4-D 〜ムーン・パレス編〜」
2019年5月31日から8月25日まで上映のシリーズ第2弾。原作第3期がベースとなっており、新たに外部太陽系戦士やスーパーセーラームーンが登場し、セーラー10戦士が勢揃いする。
「美少女戦士セーラームーン ザ・ミラクル 4-D 〜ムーン・パレス編 デラックス〜」
2022年3月4日から8月28日まで上映。第2弾の復刻版で、追加要素として原作第4期に登場するセーラー10戦士のセーラープリンセスのドレス姿が登場する。

### ショー・レストラン
ショーの上演もあるレストラン「SHINING MOON TOKYO」が2019年、作品の舞台である麻布十番に開店した。

### イルミネーション
『美少女戦士セーラームーンEternal』とのコラボで、2021年に開催された。

### アイスショー
『美少女戦士セーラームーン Prism On Ice』のタイトルで、公演予定していたアイスショー。ストーリーは原作第1期のダーク・キングダム編。エフゲニア・メドベージェワが月野うさぎ/セーラームーン役を演じる他、フィギュアスケーターが内部太陽系戦士、タキシード仮面、ダーク・キングダムのキャラクターを演じる。スペシャルキャストとしてバンダイ版ミュージカルで初代月野うさぎ/セーラームーン役を演じたANZAがクイーンセレニティ役を務める。
キャストのナレーションは『美少女戦士セーラームーンCrystal』の声優陣で、ミュージカル版でも脚本として関わる平光が脚本を担当し、小坂明子と月蝕會議が音楽を担当。
2020年6月5日から6月7日までの期間を予定されていたが、新型コロナウイルス騒動による社会的な影響を受け、当初予定されていた2020年の公演は中止。振替公演は2021年6月4日から6月6日までの期間を予定されていたが、さらに2022年6月へと延期になり、さらに2023年予定に延期となった。
2022年2月24日より、世界状況などの理由から、公演の中止が発表された。

#### キャスト
- 月野うさぎ/セーラームーン：エフゲニア・メドベージェワ（声 - 三石琴乃）
- 地場衛/タキシード仮面：アンドリュー・ポジェ
- 水野亜美/セーラーマーキュリー：宮原知子（声 - 金元寿子）
- 火野レイ/セーラーマーズ：長洲未来（声 - 佐藤利奈）
- 木野まこと/セーラージュピター：アリッサ・シズニー（声 - 小清水亜美）
- 愛野美奈子/セーラーヴィーナス：ベッキー・ベレスウィル（声 - 伊藤静）
- クイーンセレニティ：ANZA
- クイン・ベリル：坂槙眞三子
- ジェダイト：無良崇人
- ネフライト：ディラン・モスコビッチ
- ゾイサイト：橋本誠也
- クンツァイト：ジェイソン・ブラウン

#### セーラームーン展
期間限定で開催された展示イベント。作中の漫画やアニメの名シーンやキャラクターの設定資料集、原作者・武内直子の原画や書き下ろしのイラスト、販売したグッズなどを展示している。

#### 他作品とのコラボレーション
- モンスターストライク
- ぷよぷよクエスト
- サンリオキャラクター

## サブタイトルと新装版・完全版について

### オリジナル版
- 全て『なかよし』より掲載されている。話数は旧単行本より。現在絶版。

| 収録巻                      | 話数                        | サブタイトル                                                        | 掲載                                |                             |                             |                             |
| 第一部 ダーク・キングダム編 | 第一部 ダーク・キングダム編 | 第一部 ダーク・キングダム編                                         | 第一部 ダーク・キングダム編         | 第一部 ダーク・キングダム編 | 第一部 ダーク・キングダム編 | 第一部 ダーク・キングダム編 |
| --------------------------- | --------------------------- | ------------------------------------------------------------------- | ----------------------------------- | --------------------------- | --------------------------- | --------------------------- |
| 1                           | Act1                        | うさぎ—SAILORMOON                                                   | 1992年2月号                         |                             |                             |                             |
| 1                           | Act2                        | 亜美—SAILORMERCURY                                                  | 1992年3月号                         |                             |                             |                             |
| 1                           | Act3                        | レイ—SAILORMARS                                                     | 1992年4月号                         |                             |                             |                             |
| 1                           | Act4                        | Masquerade—仮面舞踏会                                               | 1992年5月号                         |                             |                             |                             |
| 1                           | Act5                        | まこと—SAILORJUPITER                                                | 1992年6月号                         |                             |                             |                             |
| 2                           | Act6                        | タキシード仮面—TUXEDO MASK                                          | 1992年7月号                         |                             |                             |                             |
| 2                           | Act7                        | 地場衛—TUXEDO MASK                                                  | 1992年8月号                         |                             |                             |                             |
| 2                           | Act8                        | 美奈子—SAILOR V                                                     | 1992年9月号                         |                             |                             |                             |
| 2                           | Act9                        | セレニティ—PRINCESS                                                 | 1992年10月号                        |                             |                             |                             |
| 3                           | Act10                       | MOON—月                                                             | 1992年11月号                        |                             |                             |                             |
| 3                           | Act11                       | 再会—ENDYMION                                                       | 1992年12月号 1993年1月号            |                             |                             |                             |
| 3                           | Act12                       | 決戦—REINCARNATION                                                  | 1993年2月号                         |                             |                             |                             |
| 4                           | Act13                       | 終結そして始まり—Petit etranger                                     | 1993年3月号                         |                             |                             |                             |
| 第二部 ブラック・ムーン編   |                             |                                                                     |                                     |                             |                             |                             |
| 4                           | Act14                       | ブラック・ムーン・コーアン—SAILORMARS                               | 1993年4月号                         |                             |                             |                             |
| 4                           | Act15                       | ブラック・ムーン・ベルチェ—SAILORMERCURY                            | 1993年5月号                         |                             |                             |                             |
| 4                           | Act16                       | ブラック・ムーン・ペッツ—SAILORJUPITER                              | 1993年6月号                         |                             |                             |                             |
| 5                           | Act17                       | ブラックムーン・カラベラス—SAILORVENUS                              | 1993年7月号                         |                             |                             |                             |
| 5                           | Act18                       | タイムワープ—SAILORPLUTO                                            | 1993年8月号                         |                             |                             |                             |
| 5                           | Act19                       | クリスタルトーキョー—KING ENDYMION                                  | 1993年9月号                         |                             |                             |                             |
| 6                           | Act20                       | NEMESIS—錯綜                                                        | 1993年10月号 1993年11月号           |                             |                             |                             |
| 6                           | Act21                       | NEMESIS—暗躍                                                        | 1993年12月号                        |                             |                             |                             |
| 6                           | Act22                       | 攻撃—BLACK LADY                                                     | 1994年1月号                         |                             |                             |                             |
| 7                           | Act23                       | 再生—NEVER ENDING                                                   | 1994年2月号 1994年3月号             |                             |                             |                             |
| 第三部 デス・バスターズ編   |                             |                                                                     |                                     |                             |                             |                             |
| 7                           | Act24                       | 無限1 予感                                                          | 1994年3月号付録                     |                             |                             |                             |
| 8                           | Act25                       | 無限2 波紋                                                          | 1994年4月号                         |                             |                             |                             |
| 8                           | Act26                       | 無限3 2人－NEW SOLDIERS                                             | 1994年5月号                         |                             |                             |                             |
| 8                           | Act27                       | 無限4 セーラーウラヌス－天王はるか セーラーネプチューン－海王みちる | 1994年6月号                         |                             |                             |                             |
| 8                           | Act28                       | 無限5 セーラープルート－冥王せつな                                  | 1994年7月号                         |                             |                             |                             |
| 9                           | Act29                       | 無限6 3戦士                                                         | 1994年8月号                         |                             |                             |                             |
| 9                           | Act30                       | 無限7 変身－SUPER SAILORMOON                                        | 1994年9月号                         |                             |                             |                             |
| 9                           | Act31                       | 無限8 「無限迷宮」1                                                 | 1994年10月号                        |                             |                             |                             |
| 9                           | Act32                       | 無限9 「無限迷宮」2                                                 | 1994年11月号                        |                             |                             |                             |
| 10                          | Act33                       | 無限10 ∞－「無限大」                                                | 1995年1月号 1995年2月号 1995年3月号 |                             |                             |                             |
| 第四部 デッド・ムーン編     |                             |                                                                     |                                     |                             |                             |                             |
| 12                          | Act34                       | 夢1—日食ドリーム                                                    | 1995年4月号                         |                             |                             |                             |
| 12                          | Act35                       | 夢2—マーキュリー・ドリーム                                          | 1995年5月号                         |                             |                             |                             |
| 12                          | Act36                       | 夢3—マーズ・ドリーム                                                | 1995年6月号                         |                             |                             |                             |
| 13                          | Act37                       | 夢4—ジュピター・ドリーム                                            | 1995年7月号                         |                             |                             |                             |
| 13                          | Act38                       | 夢5—ヴィーナス・ドリーム                                            | 1995年8月号                         |                             |                             |                             |
| 14                          | Act39                       | 夢6—ニュー・ソルジャー・ドリーム                                    | 1995年9月号 1995年10月号            |                             |                             |                             |
| 14                          | Act40                       | 夢7—エリュシオン・ドリーム                                          | 1995年12月号                        |                             |                             |                             |
| 15                          | Act41                       | 夢8—デッド・ムーン・ドリーム                                        | 1996年1月号 1996年2月号             |                             |                             |                             |
| 15                          | Act42                       | 夢9—アース アンド ムーン・ドリーム                                  | 1996年3月号                         |                             |                             |                             |
| 第五部 セーラースターズ編   |                             |                                                                     |                                     |                             |                             |                             |
| 16                          | Act43                       | スターズ1                                                           | 1996年4月号                         |                             |                             |                             |
| 16                          | Act44                       | スターズ2                                                           | 1996年5月号                         |                             |                             |                             |
| 16                          | Act45                       | スターズ3                                                           | 1996年6月号 1996年7月号             |                             |                             |                             |
| 17                          | Act46                       | スターズ4                                                           | 1996年9月号                         |                             |                             |                             |
| 17                          | Act47                       | スターズ5                                                           | 1996年10月号                        |                             |                             |                             |
| 17                          | Act48                       | スターズ6                                                           | 1996年11月号                        |                             |                             |                             |
| 18                          | Act49                       | スターズ7                                                           | 1996年12月号                        |                             |                             |                             |
| 18                          | Act50                       | スターズ8                                                           | 1997年1月号                         |                             |                             |                             |
| 18                          | Act51                       | スターズ9                                                           | 1997年2月号                         |                             |                             |                             |
| 18                          | Act52                       | スターズ10                                                          | 1997年3月号                         |                             |                             |                             |

### 新装版
新装版（セーラームーンリニューアル版）は、実写ドラマ版が放映された2003年夏に『美少女戦士セーラームーン』旧版単行本全18巻と『コードネームはセーラーV』旧版単行本全3巻を再編集・CG修正したもの（MacのAdobe Photoshopを表紙とカラー扉に使用）。実写版に合わせて小道具が書き換えられたり、部分のモノクローム絵、セリフまでも修正された。巻頭はカラーページ等で、一部ストーリーも変わるほど加筆されている。また、2013年1月から色味の調整などの微修正がされ、20周年記念の新しい帯付きで再発売されている。
2〜4巻には、作者が当時の製作状況やキャラクターの初期設定について述べている2Pの4コマ漫画が、あとがきとして掲載されている。
| 収録巻                        | 話数  | サブタイトル                                                |      |      |      |      |
| 本編                          | 本編  | 本編                                                        | 本編 | 本編 | 本編 | 本編 |
| ----------------------------- | ----- | ----------------------------------------------------------- | ---- | ---- | ---- | ---- |
| 1                             | Act1  | うさぎ—SAILORMOON                                           |      |      |      |      |
| 1                             | Act2  | 亜美—SAILORMERCURY                                          |      |      |      |      |
| 1                             | Act3  | レイ—SAILORMARS                                             |      |      |      |      |
| 1                             | Act4  | 仮面舞踏会—Masquerade                                       |      |      |      |      |
| 1                             | Act5  | まこと—SAILORJUPITER                                        |      |      |      |      |
| 1                             | Act6  | タキシード仮面—TUXEDO MASK                                  |      |      |      |      |
| 2                             | Act7  | 地場衛—TUXEDO MASK                                          |      |      |      |      |
| 2                             | Act8  | 美奈子—SAILOR V                                             |      |      |      |      |
| 2                             | Act9  | セレニテイ—PRINCESS                                         |      |      |      |      |
| 2                             | Act10 | 月—MOON                                                     |      |      |      |      |
| 2                             | Act11 | 再会—ENDYMION                                               |      |      |      |      |
| 3                             | Act12 | 敵—QUEEN METARIA                                            |      |      |      |      |
| 3                             | Act13 | 決戦—REINCARNATION                                          |      |      |      |      |
| 3                             | Act14 | 終結 そして 始まり—PETIT ETRANGER                           |      |      |      |      |
| 3                             | Act15 | 侵入—SAILORMARS                                             |      |      |      |      |
| 3                             | Act16 | 誘拐—SAILORMERCURY                                          |      |      |      |      |
| 4                             | Act17 | 秘密—SAILORJUPITER                                          |      |      |      |      |
| 4                             | Act18 | 侵略—SAILORVENUS                                            |      |      |      |      |
| 4                             | Act19 | タイム・ワープ—SAILORPLUTO                                  |      |      |      |      |
| 4                             | Act20 | クリスタル・トーキョー—KING ENDYMION                        |      |      |      |      |
| 4                             | Act21 | 錯綜—NEMESIS                                                |      |      |      |      |
| 5                             | Act22 | 思惑—NEMESIS                                                |      |      |      |      |
| 5                             | Act23 | 暗躍—WISEMAN                                                |      |      |      |      |
| 5                             | Act24 | 攻撃—BLACK LADY                                             |      |      |      |      |
| 5                             | Act25 | 対決—DEATH PHANTOM                                          |      |      |      |      |
| 5                             | Act26 | 再生—NEVER ENDING                                           |      |      |      |      |
| 6                             | Act27 | 無限1—予感                                                  |      |      |      |      |
| 6                             | Act28 | 無限2—波紋                                                  |      |      |      |      |
| 6                             | Act29 | 無限3—2人 NEW SOLDIERS                                      |      |      |      |      |
| 6                             | Act30 | 無限4—SAILOR URANUS 天王はるか SAILOR NEPTUNE 海王みちる    |      |      |      |      |
| 7                             | Act31 | 無限5—SAILOR PLUTO 冥王せつな                               |      |      |      |      |
| 7                             | Act32 | 無限6—3戦士                                                 |      |      |      |      |
| 7                             | Act33 | 無限7—変身 SUPER SAILORMOON                                 |      |      |      |      |
| 7                             | Act34 | 無限8—「無限迷宮」1                                         |      |      |      |      |
| 7                             | Act35 | 無限9—「無限迷宮」2                                         |      |      |      |      |
| 8                             | Act36 | 無限10—無限大―上空                                          |      |      |      |      |
| 8                             | Act37 | 無限11—無限大―審判                                          |      |      |      |      |
| 8                             | Act38 | 無限12—無限大―旅立ち                                        |      |      |      |      |
| 8                             | Act39 | 夢1—日食ドリーム                                            |      |      |      |      |
| 9                             | Act40 | 夢2—マーキュリー・ドリーム                                  |      |      |      |      |
| 9                             | Act41 | 夢3—マーズ・ドリーム                                        |      |      |      |      |
| 9                             | Act42 | 夢4—ジュピター・ドリーム                                    |      |      |      |      |
| 9                             | Act43 | 夢5—ヴィーナス・ドリーム                                    |      |      |      |      |
| 9                             | Act44 | 夢6—ニュー・ソルジャー・ドリーム                            |      |      |      |      |
| 10                            | Act45 | 夢7—ミラー・ドリーム                                        |      |      |      |      |
| 10                            | Act46 | 夢8—エリュシオン・ドリーム                                  |      |      |      |      |
| 10                            | Act47 | 夢9—デッド・ムーン・ドリーム                                |      |      |      |      |
| 10                            | Act48 | 夢10—プリンセス・ドリーム                                   |      |      |      |      |
| 10                            | Act49 | 夢11—アースアンドムーン・ドリーム                           |      |      |      |      |
| 11                            | Act50 | スターズ1                                                   |      |      |      |      |
| 11                            | Act51 | スターズ2                                                   |      |      |      |      |
| 11                            | Act52 | スターズ3                                                   |      |      |      |      |
| 11                            | Act53 | スターズ4                                                   |      |      |      |      |
| 11                            | Act54 | スターズ5                                                   |      |      |      |      |
| 12                            | Act55 | スターズ6                                                   |      |      |      |      |
| 12                            | Act56 | スターズ7                                                   |      |      |      |      |
| 12                            | Act57 | スターズ8                                                   |      |      |      |      |
| 12                            | Act58 | スターズ9                                                   |      |      |      |      |
| 12                            | Act59 | スターズ10                                                  |      |      |      |      |
| 12                            | Act60 | スターズ11                                                  |      |      |      |      |
| ショートストーリーズ [短編集] |       |                                                             |      |      |      |      |
| 1                             | 第1話 | [ちびうさ絵日記] 転校生にご用心!                            |      |      |      |      |
| 1                             | 第2話 | [ちびうさ絵日記] 七夕にご用心!                              |      |      |      |      |
| 1                             | 第3話 | [ちびうさ絵日記] 虫歯にご用心!                              |      |      |      |      |
| 1                             | 第1話 | [受験戦争編] まこちゃんのユーウツ                           |      |      |      |      |
| 1                             | 第2話 | [受験戦争編] 亜美ちゃんの初恋                               |      |      |      |      |
| 1                             | 第3話 | [受験戦争編] レイと美奈子の女子校バトル!?                   |      |      |      |      |
| 1                             | -     | [美少女戦士セーラームーン番外編] ヒミツのハンマープライス堂 |      |      |      |      |
| 2                             | -     | かぐや姫の恋人                                              |      |      |      |      |
| 2                             | -     | カサブランカ・メモリー                                      |      |      |      |      |
| 2                             | -     | ぱられる せぇらぁむ〜ん                                     |      |      |      |      |

### 完全版・文庫版・オールカラー版
完全版は、『美少女戦士セーラームーン』生誕20周年企画特別出版として、再刊された原作コミックの完全版。カバーイラストは原作者・武内直子の最新描き下ろしで、雑誌掲載時のカラーページを再現したA5版サイズ。武内自身が監修した美麗な豪華装丁で、全原稿にデジタルリマスターを施し再編集版としている。2013年11月27日から各月2巻が発売。全12巻の予定だったが、11巻・12巻は『コードネームはセーラーV』全2巻として扱われ、2014年の5月に発売された。
元は特製BOX入り愛蔵版として2012年10月から発売予定だったが、後に大幅に発売延期となり、「愛蔵版」を「完全版」に名称変更して刊行された。
2020年6月29日、その完全版を元に原作者の武内直子完全監修のもと、漫画全ページに着彩を施された『美少女戦士セーラームーン オールカラー完全版』1巻、2巻が電子書籍で配信開始。表紙は原作者・武内直子の最新描き下ろし。
| 収録巻 | 話数                 | サブタイトル                                           |
| ------ | -------------------- | ------------------------------------------------------ |
| 1      | Act.1                | うさぎ SAILORMOON                                      |
| 1      | Act.2                | 亜美 SAILORMERCURY                                     |
| 1      | Act.3                | レイ SAILORMARS                                        |
| 1      | Act.4                | Masquerade 仮面舞踏会                                  |
| 1      | Act.5                | まこと SAILORJUPITER                                   |
| 1      | Act.6                | タキシード仮面 TUXEDO MASK                             |
| 1      | Act.7                | 地場衛 TUXEDO MASK                                     |
| 2      | Act.8                | 美奈子 SAILOR V                                        |
| 2      | Act.9                | セレニテイ PRINCESS                                    |
| 2      | Act.10               | MOON 月                                                |
| 2      | Act.11               | 再会 ENDYMION                                          |
| 2      | Act.12               | 敵 QUEEN METARIA                                       |
| 2      | Act.13               | 決戦 REINCARNATION                                     |
| 2      | Act.14               | 終結 そして 始まり PETIT ETRANGER                      |
| 3      | Act.15               | 侵入 SAILORMARS                                        |
| 3      | Act.16               | 誘拐 SAILORMERCURY                                     |
| 3      | Act.17               | 秘密 SAILORJUPITER                                     |
| 3      | Act.18               | 侵略 SAILORVENUS                                       |
| 3      | Act.19               | タイム・ワープ SAILORPLUTO                             |
| 3      | Act.20               | クリスタル・トーキョー KING ENDYMION                   |
| 3      | Act.21               | 錯綜 NEMESIS                                           |
| 4      | Act.22               | 思惑 NEMESIS                                           |
| 4      | Act.23               | 暗躍 WISEMAN                                           |
| 4      | Act.24               | 攻撃 BLACK LADY                                        |
| 4      | Act.25               | 対決 DEATH FANTOM                                      |
| 4      | Act.26               | 再生 NEVER ENDING                                      |
| 4      | ちびうさ絵日記 第1話 | 転校生にご用心!                                        |
| 4      | ※                    | カサブランカ・メモリー                                 |
| 5      | Act.27               | 無限1 予感                                             |
| 5      | Act.28               | 無限2 波紋                                             |
| 5      | Act.29               | 無限3 2人 NEW SOLDIERS                                 |
| 5      | Act.30               | 無限4 SAILORURANUS 天王はるか SAILORNEPTUNE 海王みちる |
| 5      | Act.31               | 無限5 SAILORPLUTO 冥王せつな                           |
| 5      | Act.32               | 無限6 3戦士                                            |
| 5      | Act.33               | 無限7 変身 SUPER SAILORMOON                            |
| 6      | Act.34               | 無限8 「無限迷宮」1                                    |
| 6      | Act.35               | 無限9 「無限迷宮」2                                    |
| 6      | Act.36               | 無限10 無限大—上空                                     |
| 6      | Act.37               | 無限11 無限大—審判                                     |
| 6      | Act.38               | 無限12 無限大—旅立ち                                   |
| 6      | ちびうさ絵日記 第2話 | 七夕にご用心の巻                                       |
| 6      | ※                    | かぐや姫の恋人                                         |
| 7      | Act.39               | 夢1 日食ドリーム                                       |
| 7      | Act.40               | 夢2 マーキュリー・ドリーム                             |
| 7      | Act.41               | 夢3 マーズ・ドリーム                                   |
| 7      | Act.42               | 夢4 ジュピター・ドリーム                               |
| 7      | Act.43               | 夢5 ヴィーナス・ドリーム                               |
| 7      | Act.44               | 夢6 ニュー・ソルジャー・ドリーム                       |
| 8      | Act.45               | 夢7 ミラー・ドリーム                                   |
| 8      | Act.46               | 夢8 エリュシオン・ドリーム                             |
| 8      | Act.47               | 夢9 デッド・ムーン・ドリーム                           |
| 8      | Act.48               | 夢10 プリンセス・ドリーム                              |
| 8      | Act.49               | 夢11 アース アンド ムーン・ドリーム                    |
| 8      | ちびうさ絵日記 第3話 | 虫歯にご用心!                                          |
| 8      | 受験戦争編           |                                                        |
| 8      | 第1話                | まこちゃんのユーウツ                                   |
| 8      | 第2話                | 亜美ちゃんの初恋                                       |
| 8      | 第3話                | レイと美奈子の女子校バトル!?                           |
| 9      | Act.50               | スターズ1                                              |
| 9      | Act.51               | スターズ2                                              |
| 9      | Act.52               | スターズ3                                              |
| 9      | Act.53               | スターズ4                                              |
| 9      | Act.54               | スターズ5                                              |
| 9      | Act.55               | スターズ6                                              |
| 10     | Act.56               | スターズ7                                              |
| 10     | Act.57               | スターズ8                                              |
| 10     | Act.58               | スターズ9                                              |
| 10     | Act.59               | スターズ10                                             |
| 10     | Act.60               | スターズ11                                             |
| 10     | ※                    | ヒミツのハンマープライス堂                             |
| 10     | ※                    | ぱられるセーラームーン                                 |

## 備考
- 作中で火野レイが巫女をしていた「火川神社」の拝殿の外観は、東京都港区麻布十番に実在する「氷川神社」の拝殿とほぼ同じであり、特にアニメ版ではより実際のそれに近づける形とされている。このため、ブーム最盛期に「氷川神社」はファンから「聖地」とされ、参拝に訪れ、御札・お守り・おみくじなどの売上やお賽銭がブーム前よりも格段に増えた。現在も熱心なファンは時々参拝に訪れているという[35]。「火川神社」の拝殿の外観が、実在の「氷川神社」の拝殿の外観と酷似しているのは、原作者の武内直子が学生時代に麻布十番近郊に居住していたためとされている。氷川神社の祭神はスサノオノミコトで、本社は埼玉県大宮市（現・さいたま市大宮区）にある。麻布十番の氷川神社は、大宮の氷川神社の末社である。
- その他、麻布十番には劇中に登場する商店街入口、一の橋公園、ゲームセンター「クラウン」（モデルとなった実店舗はパチンコ店、後に閉店して現在はマクドナルドになっている）など、随所にモデルとなった町並みが存在する。
- 最も若い部類にあたる幼年女子層。彼女たちをひきよせるものは、優れた存在への憧れ、自分もそうなりたいと思う性向があり、セーラームーンが幼年層女子の変身願望の対象となる「正統派ヒーロー」であり、彼女たちの憧れを刺激していた[1]。
- 東京・表参道のQ-pot cafeとコラボによる「Q-pot X セーラームーンカフェ」が2015年から毎年6月末から7月下旬または8月中旬頃まで定例コラボイベントで実施された[36][37]。
- ヴァン・ヘイレンのデイヴィッド・リー・ロスが日本で撮影した短編映画（小錦八十吉と共演）で、最後のキメゼリフは「月にかわっておしおきよ!」である[38]。
- 『こちら葛飾区亀有公園前派出所』には、本作品をパロディした月光刑事と美茄子刑事が登場した。
- ロシアのフィギュアスケート選手、エフゲニア・メドベージェワは本作品のファンであることを公言しており、日本のメディアとのインタビューで主題歌歌詞を披露したり、選手権大会のエキシビションで本作品を寸劇的に再現する演目をコスプレ込みでこなしたりするほどである[39]。

## 商品展開
2000年代初頭から、東映アニメーションは子供向け以外の層をターゲットにした商品を展開するため、さまざまなブランドとコラボレーションを行ってきた。2020年2月20日には、カラーポップが『セーラームーン』をモチーフにしたメイクアップコレクションを発売した。アメリカでの『セーラームーン』25周年を記念して、ストリートウェアブランドのKITHは、『セーラームーン』のグラフィックを使用したパーカーやTシャツをリリースした。2022年1月には、『セーラームーン』30周年を記念して、サンリオ、ユニクロ、Maison de FLEURといったブランドがコラボレーションを発表した。

## 書誌情報

### 漫画
全て講談社より発売されている。
- 『美少女戦士セーラームーン』旧版単行本、レーベルは講談社コミックスなかよし、全18巻
  1. 1992年7月6日第1刷発行（7月1日発売[47]）、ISBN 4-06-178721-7
  2. 1992年10月6日第1刷発行（10月1日発売[48]）、ISBN 4-06-178731-4
  3. 1993年4月6日第1刷発行（4月1日発売[49]）、ISBN 4-06-178744-6
  4. 1993年7月6日第1刷発行（7月1日発売[50]）、ISBN 4-06-178753-5
  5. 1993年11月6日第1刷発行（11月1日発売[51]）、ISBN 4-06-178764-0
  6. 1994年3月5日第1刷発行（3月1日発売[52]）、ISBN 4-06-178772-1
  7. 1994年7月6日第1刷発行（6月30日発売[53]）、ISBN 4-06-178781-0
  8. 1994年11月2日第1刷発行（10月27日発売[54]）、ISBN 4-06-178790-X
  9. 1995年2月6日第1刷発行（2月1日発売[55]）、ISBN 4-06-178797-7
  10. 1995年6月6日第1刷発行（6月1日発売[56]）、ISBN 4-06-178806-X
  11. 1995年7月6日第1刷発行（7月3日発売[57]）、ISBN 4-06-178809-4
  12. 1995年9月6日第1刷発行（9月1日発売[58]）、ISBN 4-06-178814-0
  13. 1995年12月6日第1刷発行（12月1日発売[59]）、ISBN 4-06-178820-5
  14. 1996年3月6日第1刷発行（3月4日発売[60]）、ISBN 4-06-178826-4
  15. 1996年7月5日第1刷発行（7月3日発売[61]）、ISBN 4-06-178835-3
  16. 1996年9月6日第1刷発行（9月4日発売[62]）、ISBN 4-06-178841-8
  17. 1996年12月6日第1刷発行（12月4日発売[63]）、ISBN 4-06-178849-3
  18. 1997年4月4日第1刷発行（4月2日発売[64]）、ISBN 4-06-178858-2
- 『美少女戦士セーラームーン かぐや姫の恋人』1994年11月17日第1刷発行（11月11日発売[65]）、ISBN 4-06-319548-1
- 『美少女戦士セーラームーン』新装版単行本 、レーベルはKCデラックス、全12巻
  1. 2003年9月22日第1刷発行（9月19日発売[66]）、ISBN 4-06-334776-1
  2. 2003年9月22日第1刷発行（9月19日発売[67]）、ISBN 4-06-334777-X
  3. 2003年10月23日第1刷発行（10月22日発売[68]）、ISBN 4-06-334783-4
  4. 2003年11月21日第1刷発行（11月20日発売[69]）、ISBN 4-06-334803-2
  5. 2003年12月22日第1刷発行（12月20日発売[70]）、ISBN 4-06-334828-8
  6. 2004年1月23日第1刷発行（1月22日発売[71]）、ISBN 4-06-334835-0
  7. 2004年2月23日第1刷発行（2月21日発売[72]）、ISBN 4-06-334842-3
  8. 2004年3月23日第1刷発行（3月20日発売[73]）、ISBN 4-06-334857-1
  9. 2004年4月23日第1刷発行（4月22日発売[74]）、ISBN 4-06-334865-2
  10. 2004年5月21日第1刷発行（5月20日発売[75]）、ISBN 4-06-334873-3
  11. 2004年6月23日第1刷発行（6月22日発売[76]）、ISBN 4-06-334885-7
  12. 2004年7月23日第1刷発行（7月22日発売[77]）、ISBN 4-06-334896-2
- 『美少女戦士セーラームーン ショートストーリーズ』新装版単行本（短編集） 、レーベルはKCデラックス、全2巻
  1. 2004年8月23日第1刷発行（8月21日発売[78]）、ISBN 4-06-334910-1
  2. 2004年9月22日第1刷発行（9月19日発売[79]）、ISBN 4-06-334915-2
- 『美少女戦士セーラームーン』完全版単行本、レーベルはKCピース、全10巻
  1. 2013年11月28日発売[80]、ISBN 978-4-06-364933-8
  2. 2013年11月28日発売[81]、ISBN 978-4-06-364934-5
  3. 2013年12月26日発売[82]、ISBN 978-4-06-364935-2
  4. 2013年12月26日発売[83]、ISBN 978-4-06-364936-9
  5. 2014年1月25日発売[84]、ISBN 978-4-06-364937-6
  6. 2014年1月25日発売[85]、ISBN 978-4-06-364938-3
  7. 2014年2月26日発売[86]、ISBN 978-4-06-364941-3
  8. 2014年2月26日発売[87]、ISBN 978-4-06-364942-0
  9. 2014年3月26日発売[88]、ISBN 978-4-06-364943-7
  10. 2014年3月26日発売[89]、ISBN 978-4-06-364944-4
- 『美少女戦士セーラームーン』武内直子文庫コレクション、レーベルは講談社漫画文庫、全10巻
  1. 2018年9月28日発売[90]、ISBN 978-4-06-513586-0
  2. 2018年9月28日発売[91]、ISBN 978-4-06-513587-7
  3. 2018年10月31日発売[92]、ISBN 978-4-06-513950-9
  4. 2018年10月31日発売[93]、ISBN 978-4-06-513951-6
  5. 2018年11月30日発売[94]、ISBN 978-4-06-514079-6
  6. 2018年11月30日発売[95]、ISBN 978-4-06-514080-2
  7. 2018年12月28日発売[96]、ISBN 978-4-06-514081-9
  8. 2018年12月28日発売[97]、ISBN 978-4-06-514082-6
  9. 2019年1月31日発売[98]、ISBN 978-4-06-514083-3
  10. 2019年1月31日発売[99]、ISBN 978-4-06-514084-0
- Sailor Moon,  Paperback, Kodnsha Comics
  - Sailor Moon 1 Paperback, Kodansha Comisc, ISBN 978-1-935-42974-6

### 原画集・資料集
- 美少女戦士セーラームーン 原画集 （全6冊）
  1. 『美少女戦士セーラームーン 原画集 vol.I』1994年8月18日発売[100]、ISBN 4-06-324507-1
    - 第1部「ダーク・キングダム編」の原画46点を収録。武内直子作の「アニメバージョン！」と「美少女戦士セーラームーン第1部 オールキャラクター」も収録。武内直子執筆の作品解説付き。

  2. 『美少女戦士セーラームーン 原画集 vol.II』1994年8月18日発売[101]、ISBN 4-06-324508-X
    - 第2部「ブラック・ムーン編」の原画43点を収録。武内直子作の「美少女戦士セーラームーン第2部 オールキャラクター」も収録。武内直子執筆の作品解説付き。

  3. 『美少女戦士セーラームーン 原画集 vol.III』1996年8月22日発売[102]、ISBN 4-06-324518-7
    - 第3部「デス・バスターズ編」の原画50点を収録。武内直子執筆の作品解説付き。

  4. 『美少女戦士セーラームーン 原画集 vol.IV』1996年8月22日発売[103]、ISBN 4-06-324519-5
    - 第4部「デッド・ムーン編」の原画50点を収録。武内直子執筆の作品解説付き。

  5. 『美少女戦士セーラームーン 原画集 vol.V』1997年8月18日発売[104]、ISBN 4-06-324522-5
    - 第5部「セーラースターズ編」の原画45点を収録。武内直子執筆の作品解説付き。

  6. 『美少女戦士セーラームーン 原画集 vol.∞』1997年6月30日発売、USAG I-00-000000-0I（同人誌）
    - 「美少女戦士セーラームーン」の一部声優・アニメーター作のイラストを収録。武内直子作の一部企画設定稿も収録。
- 『美少女戦士セーラームーン 設定資料集』1999年9月22日発売[105]、ISBN 4-06-324521-7
- 『美少女戦士セーラームーン レゾネ ART WORKS 1991〜2023』2024年4月12日発売[106]、ISBN 978-4-06-530909-4

### CD-ROM原画集
- CD-ROM版『美少女戦士セーラームーン スクリーンセーバー』[HYBRID for Windows & Macintosh]（講談社、1996年9月1日発売）ISBN 4-06-208387-6
  - 初期作品から最新作までに原画の中から、厳選した39点を収録。また、セーラー戦士オリジナルアイコンを13点収録。
- 『美少女戦士セーラームーン フォトCD原画集①<ダーク・キングダム編>』（講談社、1994年12月14日発売）FZ-YPE0601
  - 書籍版第1冊「ダーク・キングダム編」から厳選した原画55点を収録。武内直子執筆の作品の解説のナレーション入り。キャラクター別と掲載号に検索可能。
- 『美少女戦士セーラームーン フォトCD原画集②<ブラック・ムーン編>』（講談社、1994年12月14日発売）FZ-YPE0602
  - 書籍版第2冊「ブラック・ムーン編」から厳選した原画52点とフォトCD版のみに収録。武内直子執筆の作品の解説のナレーション入り。キャラクター別と掲載号に検索可能。
- 『美少女戦士セーラームーン CD-ROM原画集 for Macintosh』（講談社、1995年11月1日発売）ISBN 4-06-207242-4
- 『美少女戦士セーラームーン CD-ROM原画集 Windows版』（講談社、1995年11月16日発売）ISBN 4-06-207788-4
  - 書籍版第1冊・第2冊から厳選した原画を100点収録。さらに、CD-ROM版のみに収録した原画もある。キャラクター別、掲載号別に原画を検索可能。武内直子執筆の作品の解説のナレーション入り。おまけ特典「第17回講談社漫画賞受賞式風景，麻布十番・天王洲イメージ風景」も収録。